# Llista d'asteroides (352001-353000)
Llista d'asteroides del 352.001 al 353.000, amb data de descoberta i descobridor. És un fragment de la llista d'asteroides completa. Als asteroides se'ls dona un número quan es confirma la seva òrbita, per tant apareixen llistats aproximadament segons la data de descobriment.

## 352001-352100
| Nom    | Designació provisional | Data de descobriment   | Lloc de descobriment | Descobridor/s     |
| ------ | ---------------------- | ---------------------- | -------------------- | ----------------- |
| 352001 | 2006 UG221             | 17 d'octubre de 2006   | Catalina             | CSS               |
| 352002 | 2006 UH227             | 20 d'octubre de 2006   | Palomar              | NEAT              |
| 352003 | 2006 UA253             | 27 d'octubre de 2006   | Mount Lemmon         | Mt. Lemmon Survey |
| 352004 | 2006 UG253             | 27 d'octubre de 2006   | Mount Lemmon         | Mt. Lemmon Survey |
| 352005 | 2006 UE274             | 27 d'octubre de 2006   | Kitt Peak            | Spacewatch        |
| 352006 | 2006 UK287             | 29 d'octubre de 2006   | Kitt Peak            | Spacewatch        |
| 352007 | 2006 UZ289             | 2 d'octubre de 2006    | Mount Lemmon         | Mt. Lemmon Survey |
| 352008 | 2006 UK329             | 23 d'octubre de 2006   | Catalina             | CSS               |
| 352009 | 2006 UN332             | 21 d'octubre de 2006   | Apache Point         | A. C. Becker      |
| 352010 | 2006 UR334             | 20 d'octubre de 2006   | Kitt Peak            | Spacewatch        |
| 352011 | 2006 UG335             | 16 d'octubre de 2006   | Kitt Peak            | Spacewatch        |
| 352012 | 2006 UM346             | 22 d'octubre de 2006   | Kitt Peak            | Spacewatch        |
| 352013 | 2006 UT360             | 27 d'octubre de 2006   | Catalina             | CSS               |
| 352014 | 2006 VC5               | 10 de novembre de 2006 | Kitt Peak            | Spacewatch        |
| 352015 | 2006 VP7               | 10 de novembre de 2006 | Kitt Peak            | Spacewatch        |
| 352016 | 2006 VB8               | 10 de novembre de 2006 | Kitt Peak            | Spacewatch        |
| 352017 | 2006 VR13              | 12 de novembre de 2006 | Vallemare Borbon     | V. S. Casulli     |
| 352018 | 2006 VW15              | 9 de novembre de 2006  | Kitt Peak            | Spacewatch        |
| 352019 | 2006 VA17              | 9 de novembre de 2006  | Kitt Peak            | Spacewatch        |
| 352020 | 2006 VS17              | 9 de novembre de 2006  | Kitt Peak            | Spacewatch        |
| 352021 | 2006 VC22              | 10 de novembre de 2006 | Kitt Peak            | Spacewatch        |
| 352022 | 2006 VP24              | 10 de novembre de 2006 | Kitt Peak            | Spacewatch        |
| 352023 | 2006 VP27              | 27 de setembre de 2006 | Mount Lemmon         | Mt. Lemmon Survey |
| 352024 | 2006 VB30              | 10 de novembre de 2006 | Kitt Peak            | Spacewatch        |
| 352025 | 2006 VJ36              | 11 de novembre de 2006 | Catalina             | CSS               |
| 352026 | 2006 VM45              | 12 d'octubre de 2006   | Kitt Peak            | Spacewatch        |
| 352027 | 2006 VS54              | 11 de novembre de 2006 | Kitt Peak            | Spacewatch        |
| 352028 | 2006 VE56              | 11 de novembre de 2006 | Kitt Peak            | Spacewatch        |
| 352029 | 2006 VR58              | 11 de novembre de 2006 | Kitt Peak            | Spacewatch        |
| 352030 | 2006 VR59              | 22 d'octubre de 2006   | Mount Lemmon         | Mt. Lemmon Survey |
| 352031 | 2006 VX67              | 11 de novembre de 2006 | Kitt Peak            | Spacewatch        |
| 352032 | 2006 VA68              | 28 de setembre de 2006 | Mount Lemmon         | Mt. Lemmon Survey |
| 352033 | 2006 VK73              | 11 de novembre de 2006 | Kitt Peak            | Spacewatch        |
| 352034 | 2006 VN73              | 11 de novembre de 2006 | Mount Lemmon         | Mt. Lemmon Survey |
| 352035 | 2006 VV80              | 12 de novembre de 2006 | Mount Lemmon         | Mt. Lemmon Survey |
| 352036 | 2006 VT83              | 13 de novembre de 2006 | Kitt Peak            | Spacewatch        |
| 352037 | 2006 VU84              | 13 de novembre de 2006 | Mount Lemmon         | Mt. Lemmon Survey |
| 352038 | 2006 VK86              | 14 de novembre de 2006 | Socorro              | LINEAR            |
| 352039 | 2006 VH87              | 14 de novembre de 2006 | Catalina             | CSS               |
| 352040 | 2006 VY89              | 14 de novembre de 2006 | Kitt Peak            | Spacewatch        |
| 352041 | 2006 VU97              | 23 d'octubre de 2006   | Kitt Peak            | Spacewatch        |
| 352042 | 2006 VV104             | 31 d'octubre de 2006   | Kitt Peak            | Spacewatch        |
| 352043 | 2006 VT107             | 13 de novembre de 2006 | Kitt Peak            | Spacewatch        |
| 352044 | 2006 VX107             | 13 de novembre de 2006 | Kitt Peak            | Spacewatch        |
| 352045 | 2006 VD109             | 13 de novembre de 2006 | Kitt Peak            | Spacewatch        |
| 352046 | 2006 VA112             | 13 de novembre de 2006 | Palomar              | NEAT              |
| 352047 | 2006 VO129             | 15 de novembre de 2006 | Socorro              | LINEAR            |
| 352048 | 2006 VR142             | 14 de novembre de 2006 | Socorro              | LINEAR            |
| 352049 | 2006 VX145             | 18 de setembre de 2006 | Catalina             | CSS               |
| 352050 | 2006 VH146             | 15 de novembre de 2006 | Catalina             | CSS               |
| 352051 | 2006 VN152             | 9 de novembre de 2006  | Palomar              | NEAT              |
| 352052 | 2006 VB154             | 4 d'octubre de 2006    | Mount Lemmon         | Mt. Lemmon Survey |
| 352053 | 2006 VO155             | 19 d'octubre de 2006   | Catalina             | CSS               |
| 352054 | 2006 VT155             | 15 de novembre de 2006 | Catalina             | CSS               |
| 352055 | 2006 VR173             | 14 de novembre de 2006 | Kitt Peak            | Spacewatch        |
| 352056 | 2006 VX173             | 2 de novembre de 2006  | Mount Lemmon         | Mt. Lemmon Survey |
| 352057 | 2006 WW33              | 16 de novembre de 2006 | Kitt Peak            | Spacewatch        |
| 352058 | 2006 WG36              | 16 de novembre de 2006 | Kitt Peak            | Spacewatch        |
| 352059 | 2006 WW36              | 16 de novembre de 2006 | Kitt Peak            | Spacewatch        |
| 352060 | 2006 WF50              | 16 de novembre de 2006 | Mount Lemmon         | Mt. Lemmon Survey |
| 352061 | 2006 WV50              | 16 de novembre de 2006 | Kitt Peak            | Spacewatch        |
| 352062 | 2006 WA57              | 16 de novembre de 2006 | Kitt Peak            | Spacewatch        |
| 352063 | 2006 WU58              | 17 de novembre de 2006 | Kitt Peak            | Spacewatch        |
| 352064 | 2006 WM72              | 18 de novembre de 2006 | Kitt Peak            | Spacewatch        |
| 352065 | 2006 WL73              | 18 de novembre de 2006 | Kitt Peak            | Spacewatch        |
| 352066 | 2006 WM73              | 18 de novembre de 2006 | Kitt Peak            | Spacewatch        |
| 352067 | 2006 WG85              | 18 de novembre de 2006 | Kitt Peak            | Spacewatch        |
| 352068 | 2006 WL94              | 19 de novembre de 2006 | Kitt Peak            | Spacewatch        |
| 352069 | 2006 WY107             | 29 d'octubre de 2006   | Mount Lemmon         | Mt. Lemmon Survey |
| 352070 | 2006 WH108             | 19 de novembre de 2006 | Socorro              | LINEAR            |
| 352071 | 2006 WC111             | 11 de novembre de 2006 | Kitt Peak            | Spacewatch        |
| 352072 | 2006 WQ111             | 19 de novembre de 2006 | Kitt Peak            | Spacewatch        |
| 352073 | 2006 WW113             | 20 de novembre de 2006 | Catalina             | CSS               |
| 352074 | 2006 WB116             | 20 de novembre de 2006 | Socorro              | LINEAR            |
| 352075 | 2006 WM128             | 26 de novembre de 2006 | 7300                 | W. K. Y. Yeung    |
| 352076 | 2006 WN130             | 26 de novembre de 2006 | Las Cruces           | D. S. Dixon       |
| 352077 | 2006 WU132             | 27 d'octubre de 2006   | Mount Lemmon         | Mt. Lemmon Survey |
| 352078 | 2006 WC149             | 16 de novembre de 2006 | Kitt Peak            | Spacewatch        |
| 352079 | 2006 WM151             | 21 de novembre de 2006 | Mount Lemmon         | Mt. Lemmon Survey |
| 352080 | 2006 WN174             | 11 de novembre de 2006 | Kitt Peak            | Spacewatch        |
| 352081 | 2006 WT187             | 24 de novembre de 2006 | Kitt Peak            | Spacewatch        |
| 352082 | 2006 WG188             | 24 de novembre de 2006 | Kitt Peak            | Spacewatch        |
| 352083 | 2006 WB193             | 27 de novembre de 2006 | Kitt Peak            | Spacewatch        |
| 352084 | 2006 WH193             | 27 de novembre de 2006 | Kitt Peak            | Spacewatch        |
| 352085 | 2006 WZ199             | 16 de novembre de 2006 | Kitt Peak            | Spacewatch        |
| 352086 | 2006 XW6               | 9 de desembre de 2006  | Kitt Peak            | Spacewatch        |
| 352087 | 2006 XY8               | 9 de desembre de 2006  | Kitt Peak            | Spacewatch        |
| 352088 | 2006 XD11              | 10 de desembre de 2006 | Kitt Peak            | Spacewatch        |
| 352089 | 2006 XZ22              | 12 de desembre de 2006 | Kitt Peak            | Spacewatch        |
| 352090 | 2006 XU23              | 7 d'agost de 2005      | Needville            | J. Dellinger      |
| 352091 | 2006 XC31              | 12 de desembre de 2006 | Marly                | P. Kocher         |
| 352092 | 2006 XC56              | 13 de desembre de 2006 | Mount Lemmon         | Mt. Lemmon Survey |
| 352093 | 2006 XW63              | 9 de desembre de 2006  | Kitt Peak            | Spacewatch        |
| 352094 | 2006 XM71              | 13 de desembre de 2006 | Catalina             | CSS               |
| 352095 | 2006 XR71              | 13 de desembre de 2006 | Kitt Peak            | Spacewatch        |
| 352096 | 2006 YP10              | 21 de desembre de 2006 | Mount Lemmon         | Mt. Lemmon Survey |
| 352097 | 2006 YN26              | 21 de desembre de 2006 | Kitt Peak            | Spacewatch        |
| 352098 | 2006 YD40              | 22 de desembre de 2006 | Kitt Peak            | Spacewatch        |
| 352099 | 2006 YP45              | 21 de desembre de 2006 | Mount Lemmon         | Mt. Lemmon Survey |
| 352100 | 2006 YM53              | 24 de desembre de 2006 | Kitt Peak            | Spacewatch        |

## 352101-352200
| Nom                 | Designació provisional | Data de descobriment   | Lloc de descobriment | Descobridor/s              |
| ------------------- | ---------------------- | ---------------------- | -------------------- | -------------------------- |
| 352101              | 2007 AE6               | 8 de gener de 2007     | Mount Lemmon         | Mt. Lemmon Survey          |
| 352102              | 2007 AG12              | 13 de gener de 2007    | Mauna Kea            | D. D. Balam                |
| 352103              | 2007 AN20              | 10 de gener de 2007    | Catalina             | CSS                        |
| 352104              | 2007 BA5               | 17 de gener de 2007    | Kitt Peak            | Spacewatch                 |
| 352105              | 2007 BS9               | 17 de gener de 2007    | Palomar              | NEAT                       |
| 352106              | 2007 BB17              | 17 de gener de 2007    | Mount Lemmon         | Mt. Lemmon Survey          |
| 352107              | 2007 BF20              | 23 de gener de 2007    | Socorro              | LINEAR                     |
| 352108              | 2007 BX55              | 24 de gener de 2007    | Socorro              | LINEAR                     |
| 352109              | 2007 BD59              | 21 de desembre de 2006 | Kitt Peak            | Spacewatch                 |
| 352110              | 2007 CM22              | 6 de febrer de 2007    | Mount Lemmon         | Mt. Lemmon Survey          |
| 352111              | 2007 CS55              | 13 de febrer de 2007   | Mount Lemmon         | Mt. Lemmon Survey          |
| 352112              | 2007 CO59              | 10 de febrer de 2007   | Catalina             | CSS                        |
| 352113              | 2007 CU59              | 15 de gener de 2007    | Anderson Mesa        | LONEOS                     |
| 352114              | 2007 CG65              | 13 de febrer de 2007   | Mount Lemmon         | Mt. Lemmon Survey          |
| 352115              | 2007 DD32              | 17 de febrer de 2007   | Kitt Peak            | Spacewatch                 |
| 352116              | 2007 DU98              | 25 de febrer de 2007   | Mount Lemmon         | Mt. Lemmon Survey          |
| 352117              | 2007 EB39              | 12 de març de 2007     | Kitt Peak            | Spacewatch                 |
| 352118              | 2007 EK56              | 12 de març de 2007     | Mount Lemmon         | Mt. Lemmon Survey          |
| 352119              | 2007 EO139             | 12 de març de 2007     | Kitt Peak            | Spacewatch                 |
| 352120              | 2007 EO141             | 12 de març de 2007     | Kitt Peak            | Spacewatch                 |
| 352121              | 2007 EP182             | 26 de febrer de 2007   | Mount Lemmon         | Mt. Lemmon Survey          |
| 352122              | 2007 EU190             | 13 de març de 2007     | Catalina             | CSS                        |
| 352123              | 2007 EZ198             | 10 de març de 2007     | Catalina             | CSS                        |
| 352124              | 2007 EZ214             | 13 de març de 2007     | Kitt Peak            | Spacewatch                 |
| 352125              | 2007 EJ223             | 11 de març de 2007     | Kitt Peak            | Spacewatch                 |
| 352126              | 2007 FJ46              | 26 de març de 2007     | Mount Lemmon         | Mt. Lemmon Survey          |
| 352127              | 2007 FO49              | 25 de març de 2007     | Mount Lemmon         | Mt. Lemmon Survey          |
| 352128              | 2007 GZ40              | 14 d'abril de 2007     | Kitt Peak            | Spacewatch                 |
| 352129              | 2007 GO62              | 7 de desembre de 2005  | Kitt Peak            | Spacewatch                 |
| 352130              | 2007 GY65              | 11 de març de 2007     | Mount Lemmon         | Mt. Lemmon Survey          |
| 352131              | 2007 GU73              | 15 d'abril de 2007     | Catalina             | CSS                        |
| 352132              | 2007 HF23              | 18 d'abril de 2007     | Kitt Peak            | Spacewatch                 |
| 352133              | 2007 HH55              | 22 d'abril de 2007     | Kitt Peak            | Spacewatch                 |
| 352134              | 2007 HJ61              | 20 d'abril de 2007     | Kitt Peak            | Spacewatch                 |
| 352135              | 2007 HX68              | 23 d'abril de 2007     | Kitt Peak            | Spacewatch                 |
| 352136              | 2007 HW77              | 23 d'abril de 2007     | Mount Lemmon         | Mt. Lemmon Survey          |
| 352137              | 2007 HQ97              | 22 d'abril de 2007     | Catalina             | CSS                        |
| 352138              | 2007 JN8               | 9 de maig de 2007      | Mount Lemmon         | Mt. Lemmon Survey          |
| 352139              | 2007 JL26              | 9 de maig de 2007      | Kitt Peak            | Spacewatch                 |
| 352140              | 2007 JV38              | 13 de maig de 2007     | Mount Lemmon         | Mt. Lemmon Survey          |
| 352141              | 2007 JB45              | 11 de maig de 2007     | Mount Lemmon         | Mt. Lemmon Survey          |
| 352142              | 2007 LB18              | 13 de juny de 2007     | Kitt Peak            | Spacewatch                 |
| 352143              | 2007 LR32              | 15 de juny de 2007     | Socorro              | LINEAR                     |
| 352144              | 2007 MU12              | 21 de juny de 2007     | Mount Lemmon         | Mt. Lemmon Survey          |
| 352145              | 2007 MC17              | 21 de juny de 2007     | Mount Lemmon         | Mt. Lemmon Survey          |
| 352146              | 2007 MH27              | 23 de juny de 2007     | Siding Spring        | Siding Spring Survey       |
| 352147              | 2007 OD5               | 23 de juliol de 2007   | Tiki                 | S. F. Hoenig, N. Teamo     |
| 352148 Tarcisiozani | 2007 PH                | 4 d'agost de 2007      | Lumezzane            | M. Micheli, G. P. Pizzetti |
| 352149              | 2007 PU7               | 7 d'agost de 2007      | Reedy Creek          | J. Broughton               |
| 352150              | 2007 PA10              | 8 d'agost de 2007      | Socorro              | LINEAR                     |
| 352151              | 2007 PC10              | 8 d'agost de 2007      | Socorro              | LINEAR                     |
| 352152              | 2007 PZ22              | 11 d'agost de 2007     | Socorro              | LINEAR                     |
| 352153              | 2007 PM24              | 12 d'agost de 2007     | Socorro              | LINEAR                     |
| 352154              | 2007 PV45              | 9 d'agost de 2007      | Kitt Peak            | Spacewatch                 |
| 352155              | 2007 PP47              | 10 d'agost de 2007     | Kitt Peak            | Spacewatch                 |
| 352156              | 2007 PE48              | 11 d'agost de 2007     | Siding Spring        | Siding Spring Survey       |
| 352157              | 2007 PB50              | 10 d'agost de 2007     | Kitt Peak            | Spacewatch                 |
| 352158              | 2007 QN                | 1 d'octubre de 2003    | Anderson Mesa        | LONEOS                     |
| 352159              | 2007 QS11              | 23 d'agost de 2007     | Kitt Peak            | Spacewatch                 |
| 352160              | 2007 RE                | 1 de setembre de 2007  | Siding Spring        | K. Sarneczky, L. Kiss      |
| 352161              | 2007 RJ7               | 6 de setembre de 2007  | Dauban               | Chante-Perdrix             |
| 352162              | 2007 RV15              | 12 de setembre de 2007 | Taunus               | E. Schwab, R. Kling        |
| 352163              | 2007 RO19              | 5 de setembre de 2007  | Lulin                | LUSS                       |
| 352164              | 2007 RE24              | 3 de setembre de 2007  | Catalina             | CSS                        |
| 352165              | 2007 RL24              | 3 de setembre de 2007  | Catalina             | CSS                        |
| 352166              | 2007 RM29              | 4 de setembre de 2007  | Catalina             | CSS                        |
| 352167              | 2007 RN39              | 8 de setembre de 2007  | Andrushivka          | Andrushivka                |
| 352168              | 2007 RB41              | 9 d'agost de 2007      | Socorro              | LINEAR                     |
| 352169              | 2007 RE53              | 9 de setembre de 2007  | Kitt Peak            | Spacewatch                 |
| 352170              | 2007 RZ66              | 10 de setembre de 2007 | Mount Lemmon         | Mt. Lemmon Survey          |
| 352171              | 2007 RP75              | 10 de setembre de 2007 | Mount Lemmon         | Mt. Lemmon Survey          |
| 352172              | 2007 RQ78              | 10 de setembre de 2007 | Mount Lemmon         | Mt. Lemmon Survey          |
| 352173              | 2007 RF81              | 10 de setembre de 2007 | Catalina             | CSS                        |
| 352174              | 2007 RH90              | 10 de setembre de 2007 | Mount Lemmon         | Mt. Lemmon Survey          |
| 352175              | 2007 RT93              | 10 de setembre de 2007 | Kitt Peak            | Spacewatch                 |
| 352176              | 2007 RM114             | 11 de setembre de 2007 | Kitt Peak            | Spacewatch                 |
| 352177              | 2007 RM118             | 11 de setembre de 2007 | Mount Lemmon         | Mt. Lemmon Survey          |
| 352178              | 2007 RN125             | 12 de setembre de 2007 | Kitt Peak            | Spacewatch                 |
| 352179              | 2007 RP138             | 15 de setembre de 2007 | Charleston           | Charleston                 |
| 352180              | 2007 RD143             | 5 de setembre de 2007  | Catalina             | CSS                        |
| 352181              | 2007 RL147             | 11 de setembre de 2007 | Purple Mountain      | PMO NEO Survey Program     |
| 352182              | 2007 RM165             | 10 de setembre de 2007 | Kitt Peak            | Spacewatch                 |
| 352183              | 2007 RM173             | 10 de setembre de 2007 | Kitt Peak            | Spacewatch                 |
| 352184              | 2007 RZ184             | 13 de setembre de 2007 | Mount Lemmon         | Mt. Lemmon Survey          |
| 352185              | 2007 RW189             | 10 de setembre de 2007 | Kitt Peak            | Spacewatch                 |
| 352186              | 2007 RN204             | 9 de setembre de 2007  | Kitt Peak            | Spacewatch                 |
| 352187              | 2007 RU207             | 10 de setembre de 2007 | Kitt Peak            | Spacewatch                 |
| 352188              | 2007 RF213             | 12 de setembre de 2007 | Mount Lemmon         | Mt. Lemmon Survey          |
| 352189              | 2007 RK221             | 14 de setembre de 2007 | Catalina             | CSS                        |
| 352190              | 2007 RP227             | 10 de setembre de 2007 | Mount Lemmon         | Mt. Lemmon Survey          |
| 352191              | 2007 RS230             | 11 de setembre de 2007 | Kitt Peak            | Spacewatch                 |
| 352192              | 2007 RD233             | 12 de setembre de 2007 | Catalina             | CSS                        |
| 352193              | 2007 RM243             | 15 de setembre de 2007 | Socorro              | LINEAR                     |
| 352194              | 2007 RX246             | 12 de setembre de 2007 | Mount Lemmon         | Mt. Lemmon Survey          |
| 352195              | 2007 RQ249             | 13 de setembre de 2007 | Catalina             | CSS                        |
| 352196              | 2007 RS272             | 15 de setembre de 2007 | Kitt Peak            | Spacewatch                 |
| 352197              | 2007 RF277             | 5 de setembre de 2007  | Catalina             | CSS                        |
| 352198              | 2007 RT283             | 3 de setembre de 2007  | Catalina             | CSS                        |
| 352199              | 2007 RF284             | 10 de setembre de 2007 | Kitt Peak            | Spacewatch                 |
| 352200              | 2007 RZ284             | 12 de setembre de 2007 | Mount Lemmon         | Mt. Lemmon Survey          |

## 352201-352300
| Nom    | Designació provisional | Data de descobriment   | Lloc de descobriment | Descobridor/s          |
| ------ | ---------------------- | ---------------------- | -------------------- | ---------------------- |
| 352201 | 2007 RA288             | 10 de setembre de 2007 | Kitt Peak            | Spacewatch             |
| 352202 | 2007 RY289             | 14 de setembre de 2007 | Mount Lemmon         | Mt. Lemmon Survey      |
| 352203 | 2007 RF291             | 15 de setembre de 2007 | Mount Lemmon         | Mt. Lemmon Survey      |
| 352204 | 2007 RR295             | 14 de setembre de 2007 | Mount Lemmon         | Mt. Lemmon Survey      |
| 352205 | 2007 RH311             | 9 de setembre de 2007  | Anderson Mesa        | LONEOS                 |
| 352206 | 2007 RV312             | 15 de setembre de 2007 | Anderson Mesa        | LONEOS                 |
| 352207 | 2007 RZ315             | 13 de setembre de 2007 | Catalina             | CSS                    |
| 352208 | 2007 SV10              | 21 de setembre de 2007 | Remanzacco           | Remanzacco             |
| 352209 | 2007 SH11              | 20 de setembre de 2007 | Catalina             | CSS                    |
| 352210 | 2007 SB12              | 22 de setembre de 2007 | Crni Vrh             | Crni Vrh               |
| 352211 | 2007 SZ12              | 19 de setembre de 2007 | Kitt Peak            | Spacewatch             |
| 352212 | 2007 SE22              | 24 de setembre de 2007 | Kitt Peak            | Spacewatch             |
| 352213 | 2007 TW2               | 3 d'octubre de 2007    | 7300                 | W. K. Y. Yeung         |
| 352214 | 2007 TY4               | 2 d'octubre de 2007    | Charleston           | Charleston             |
| 352215 | 2007 TN18              | 4 d'octubre de 2007    | Goodricke-Pigott     | R. A. Tucker           |
| 352216 | 2007 TJ20              | 5 d'octubre de 2007    | Kitt Peak            | Spacewatch             |
| 352217 | 2007 TJ24              | 9 d'octubre de 2007    | Mount Lemmon         | Mt. Lemmon Survey      |
| 352218 | 2007 TP30              | 4 d'octubre de 2007    | Kitt Peak            | Spacewatch             |
| 352219 | 2007 TZ31              | 5 d'octubre de 2007    | Siding Spring        | Siding Spring Survey   |
| 352220 | 2007 TB33              | 6 d'octubre de 2007    | Kitt Peak            | Spacewatch             |
| 352221 | 2007 TC34              | 6 d'octubre de 2007    | Kitt Peak            | Spacewatch             |
| 352222 | 2007 TQ35              | 7 d'octubre de 2007    | Catalina             | CSS                    |
| 352223 | 2007 TD56              | 4 d'octubre de 2007    | Kitt Peak            | Spacewatch             |
| 352224 | 2007 TZ63              | 7 d'octubre de 2007    | Mount Lemmon         | Mt. Lemmon Survey      |
| 352225 | 2007 TB65              | 7 d'octubre de 2007    | Mount Lemmon         | Mt. Lemmon Survey      |
| 352226 | 2007 TT65              | 14 de setembre de 2007 | Mount Lemmon         | Mt. Lemmon Survey      |
| 352227 | 2007 TV66              | 12 d'octubre de 2007   | 7300                 | W. K. Y. Yeung         |
| 352228 | 2007 TF67              | 3 d'octubre de 2007    | Purple Mountain      | PMO NEO Survey Program |
| 352229 | 2007 TD70              | 10 d'octubre de 2007   | Mount Lemmon         | Mt. Lemmon Survey      |
| 352230 | 2007 TD73              | 14 d'octubre de 2007   | Altschwendt          | W. Ries                |
| 352231 | 2007 TL78              | 5 d'octubre de 2007    | Kitt Peak            | Spacewatch             |
| 352232 | 2007 TJ79              | 5 d'octubre de 2007    | Kitt Peak            | Spacewatch             |
| 352233 | 2007 TP82              | 8 d'octubre de 2007    | Mount Lemmon         | Mt. Lemmon Survey      |
| 352234 | 2007 TR82              | 8 d'octubre de 2007    | Mount Lemmon         | Mt. Lemmon Survey      |
| 352235 | 2007 TW107             | 4 d'octubre de 2007    | Catalina             | CSS                    |
| 352236 | 2007 TO111             | 8 d'octubre de 2007    | Catalina             | CSS                    |
| 352237 | 2007 TY125             | 6 d'octubre de 2007    | Kitt Peak            | Spacewatch             |
| 352238 | 2007 TB132             | 7 d'octubre de 2007    | Mount Lemmon         | Mt. Lemmon Survey      |
| 352239 | 2007 TV134             | 8 d'octubre de 2007    | Kitt Peak            | Spacewatch             |
| 352240 | 2007 TZ136             | 8 d'octubre de 2007    | Catalina             | CSS                    |
| 352241 | 2007 TS137             | 8 d'octubre de 2007    | Catalina             | CSS                    |
| 352242 | 2007 TG139             | 9 d'octubre de 2007    | Kitt Peak            | Spacewatch             |
| 352243 | 2007 TW142             | 14 d'octubre de 2007   | Dauban               | Chante-Perdrix         |
| 352244 | 2007 TO143             | 6 d'octubre de 2007    | Socorro              | LINEAR                 |
| 352245 | 2007 TO150             | 9 d'octubre de 2007    | Socorro              | LINEAR                 |
| 352246 | 2007 TB161             | 9 d'octubre de 2007    | Dauban               | Chante-Perdrix         |
| 352247 | 2007 TQ162             | 11 d'octubre de 2007   | Socorro              | LINEAR                 |
| 352248 | 2007 TJ163             | 11 d'octubre de 2007   | Socorro              | LINEAR                 |
| 352249 | 2007 TC165             | 11 d'octubre de 2007   | Socorro              | LINEAR                 |
| 352250 | 2007 TC168             | 12 d'octubre de 2007   | Socorro              | LINEAR                 |
| 352251 | 2007 TV169             | 12 d'octubre de 2007   | Socorro              | LINEAR                 |
| 352252 | 2007 TF172             | 13 d'octubre de 2007   | Socorro              | LINEAR                 |
| 352253 | 2007 TB174             | 4 d'octubre de 2007    | Kitt Peak            | Spacewatch             |
| 352254 | 2007 TJ178             | 10 de setembre de 2007 | Catalina             | CSS                    |
| 352255 | 2007 TZ180             | 8 d'octubre de 2007    | Anderson Mesa        | LONEOS                 |
| 352256 | 2007 TS186             | 13 d'octubre de 2007   | Socorro              | LINEAR                 |
| 352257 | 2007 TQ188             | 4 d'octubre de 2007    | Mount Lemmon         | Mt. Lemmon Survey      |
| 352258 | 2007 TF195             | 7 d'octubre de 2007    | Mount Lemmon         | Mt. Lemmon Survey      |
| 352259 | 2007 TG201             | 8 d'octubre de 2007    | Kitt Peak            | Spacewatch             |
| 352260 | 2007 TR209             | 11 d'octubre de 2007   | Mount Lemmon         | Mt. Lemmon Survey      |
| 352261 | 2007 TY213             | 7 d'octubre de 2007    | Kitt Peak            | Spacewatch             |
| 352262 | 2007 TU214             | 7 d'octubre de 2007    | Kitt Peak            | Spacewatch             |
| 352263 | 2007 TT215             | 7 d'octubre de 2007    | Kitt Peak            | Spacewatch             |
| 352264 | 2007 TG222             | 9 d'octubre de 2007    | Kitt Peak            | Spacewatch             |
| 352265 | 2007 TJ247             | 9 d'octubre de 2007    | Purple Mountain      | PMO NEO Survey Program |
| 352266 | 2007 TM250             | 11 d'octubre de 2007   | Mount Lemmon         | Mt. Lemmon Survey      |
| 352267 | 2007 TM266             | 7 d'octubre de 2007    | Catalina             | CSS                    |
| 352268 | 2007 TB269             | 9 d'octubre de 2007    | Kitt Peak            | Spacewatch             |
| 352269 | 2007 TD270             | 13 de setembre de 2002 | Palomar              | NEAT                   |
| 352270 | 2007 TX278             | 11 d'octubre de 2007   | Mount Lemmon         | Mt. Lemmon Survey      |
| 352271 | 2007 TC284             | 9 d'octubre de 2007    | Mount Lemmon         | Mt. Lemmon Survey      |
| 352272 | 2007 TQ285             | 9 d'octubre de 2007    | Mount Lemmon         | Mt. Lemmon Survey      |
| 352273 | 2007 TF298             | 11 d'octubre de 2007   | Anderson Mesa        | L. H. Wasserman        |
| 352274 | 2007 TZ306             | 8 d'octubre de 2007    | Mount Lemmon         | Mt. Lemmon Survey      |
| 352275 | 2007 TV310             | 11 d'octubre de 2007   | Kitt Peak            | Spacewatch             |
| 352276 | 2007 TQ322             | 11 d'octubre de 2007   | Kitt Peak            | Spacewatch             |
| 352277 | 2007 TZ337             | 13 d'octubre de 2007   | Catalina             | CSS                    |
| 352278 | 2007 TZ350             | 14 d'octubre de 2007   | Mount Lemmon         | Mt. Lemmon Survey      |
| 352279 | 2007 TS353             | 9 d'octubre de 2007    | Kitt Peak            | Spacewatch             |
| 352280 | 2007 TT371             | 18 d'octubre de 2003   | Kitt Peak            | Spacewatch             |
| 352281 | 2007 TO372             | 13 d'octubre de 2007   | Anderson Mesa        | LONEOS                 |
| 352282 | 2007 TR372             | 13 d'octubre de 2007   | Altschwendt          | W. Ries                |
| 352283 | 2007 TN377             | 11 d'octubre de 2007   | Kitt Peak            | Spacewatch             |
| 352284 | 2007 TX378             | 13 d'octubre de 2007   | Catalina             | CSS                    |
| 352285 | 2007 TQ388             | 13 d'octubre de 2007   | Catalina             | CSS                    |
| 352286 | 2007 TR392             | 15 d'octubre de 2007   | Mount Lemmon         | Mt. Lemmon Survey      |
| 352287 | 2007 TM396             | 15 d'octubre de 2007   | Kitt Peak            | Spacewatch             |
| 352288 | 2007 TS399             | 15 d'octubre de 2007   | Kitt Peak            | Spacewatch             |
| 352289 | 2007 TU411             | 12 de setembre de 2007 | Catalina             | CSS                    |
| 352290 | 2007 TY413             | 12 de febrer de 2004   | Kitt Peak            | Spacewatch             |
| 352291 | 2007 TZ413             | 15 de gener de 2004    | Kitt Peak            | Spacewatch             |
| 352292 | 2007 TG419             | 10 d'octubre de 2007   | Lulin                | LUSS                   |
| 352293 | 2007 TR419             | 2 d'octubre de 2007    | Siding Spring        | Siding Spring Survey   |
| 352294 | 2007 TG421             | 11 d'octubre de 2007   | Catalina             | CSS                    |
| 352295 | 2007 TG426             | 9 d'octubre de 2007    | Mount Lemmon         | Mt. Lemmon Survey      |
| 352296 | 2007 TW426             | 9 d'octubre de 2007    | Mount Lemmon         | Mt. Lemmon Survey      |
| 352297 | 2007 TW429             | 13 d'octubre de 2007   | Mount Lemmon         | Mt. Lemmon Survey      |
| 352298 | 2007 TT434             | 11 d'octubre de 2007   | Catalina             | CSS                    |
| 352299 | 2007 TB441             | 10 d'octubre de 2007   | Catalina             | CSS                    |
| 352300 | 2007 TO442             | 8 d'octubre de 2007    | Anderson Mesa        | LONEOS                 |

## 352301-352400
| Nom    | Designació provisional | Data de descobriment   | Lloc de descobriment | Descobridor/s     |
| ------ | ---------------------- | ---------------------- | -------------------- | ----------------- |
| 352301 | 2007 TV444             | 15 de desembre de 1999 | Kitt Peak            | Spacewatch        |
| 352302 | 2007 TO448             | 8 d'octubre de 2007    | Catalina             | CSS               |
| 352303 | 2007 TF453             | 15 d'octubre de 2007   | Mount Lemmon         | Mt. Lemmon Survey |
| 352304 | 2007 UT5               | 18 d'octubre de 2007   | Junk Bond            | D. Healy          |
| 352305 | 2007 UF8               | 16 d'octubre de 2007   | Catalina             | CSS               |
| 352306 | 2007 UB15              | 18 d'octubre de 2007   | Mount Lemmon         | Mt. Lemmon Survey |
| 352307 | 2007 UT25              | 16 d'octubre de 2007   | Kitt Peak            | Spacewatch        |
| 352308 | 2007 UE36              | 19 d'octubre de 2007   | Catalina             | CSS               |
| 352309 | 2007 UZ46              | 20 d'octubre de 2007   | Catalina             | CSS               |
| 352310 | 2007 UM47              | 19 d'octubre de 2007   | Catalina             | CSS               |
| 352311 | 2007 UP59              | 30 d'octubre de 2007   | Mount Lemmon         | Mt. Lemmon Survey |
| 352312 | 2007 UE62              | 30 d'octubre de 2007   | Mount Lemmon         | Mt. Lemmon Survey |
| 352313 | 2007 UP74              | 31 d'octubre de 2007   | Mount Lemmon         | Mt. Lemmon Survey |
| 352314 | 2007 UR79              | 19 d'octubre de 2007   | Kitt Peak            | Spacewatch        |
| 352315 | 2007 UF81              | 30 d'octubre de 2007   | Kitt Peak            | Spacewatch        |
| 352316 | 2007 US82              | 30 d'octubre de 2007   | Kitt Peak            | Spacewatch        |
| 352317 | 2007 UE86              | 30 d'octubre de 2007   | Kitt Peak            | Spacewatch        |
| 352318 | 2007 UM91              | 30 d'octubre de 2007   | Mount Lemmon         | Mt. Lemmon Survey |
| 352319 | 2007 UZ103             | 20 d'octubre de 2007   | Mount Lemmon         | Mt. Lemmon Survey |
| 352320 | 2007 UN106             | 31 d'octubre de 2007   | Mount Lemmon         | Mt. Lemmon Survey |
| 352321 | 2007 UG109             | 10 d'octubre de 2007   | Kitt Peak            | Spacewatch        |
| 352322 | 2007 UQ113             | 31 d'octubre de 2007   | Kitt Peak            | Spacewatch        |
| 352323 | 2007 UB114             | 31 d'octubre de 2007   | Kitt Peak            | Spacewatch        |
| 352324 | 2007 UN116             | 30 d'octubre de 2007   | Kitt Peak            | Spacewatch        |
| 352325 | 2007 US123             | 31 d'octubre de 2007   | Catalina             | CSS               |
| 352326 | 2007 UX126             | 20 d'octubre de 2007   | Mount Lemmon         | Mt. Lemmon Survey |
| 352327 | 2007 UB128             | 16 d'octubre de 2007   | Mount Lemmon         | Mt. Lemmon Survey |
| 352328 | 2007 UC129             | 16 d'octubre de 2007   | Mount Lemmon         | Mt. Lemmon Survey |
| 352329 | 2007 UW130             | 20 d'octubre de 2007   | Mount Lemmon         | Mt. Lemmon Survey |
| 352330 | 2007 UM136             | 30 d'octubre de 2007   | Catalina             | CSS               |
| 352331 | 2007 UY139             | 30 d'octubre de 2007   | Kitt Peak            | Spacewatch        |
| 352332 | 2007 UB142             | 24 d'octubre de 2007   | Mount Lemmon         | Mt. Lemmon Survey |
| 352333 | 2007 VV                | 1 de novembre de 2007  | Marly                | P. Kocher         |
| 352334 | 2007 VL7               | 2 de novembre de 2007  | Eskridge             | G. Hug            |
| 352335 | 2007 VV12              | 1 de novembre de 2007  | Kitt Peak            | Spacewatch        |
| 352336 | 2007 VC14              | 1 de novembre de 2007  | Mount Lemmon         | Mt. Lemmon Survey |
| 352337 | 2007 VG28              | 10 d'octubre de 2007   | Catalina             | CSS               |
| 352338 | 2007 VS44              | 1 de novembre de 2007  | Kitt Peak            | Spacewatch        |
| 352339 | 2007 VG47              | 1 de novembre de 2007  | Kitt Peak            | Spacewatch        |
| 352340 | 2007 VA58              | 1 de novembre de 2007  | Kitt Peak            | Spacewatch        |
| 352341 | 2007 VK66              | 2 de novembre de 2007  | Kitt Peak            | Spacewatch        |
| 352342 | 2007 VA74              | 3 de novembre de 2007  | Kitt Peak            | Spacewatch        |
| 352343 | 2007 VO75              | 8 d'octubre de 2007    | Mount Lemmon         | Mt. Lemmon Survey |
| 352344 | 2007 VL85              | 2 de novembre de 2007  | Socorro              | LINEAR            |
| 352345 | 2007 VA86              | 2 de novembre de 2007  | Socorro              | LINEAR            |
| 352346 | 2007 VX100             | 2 de novembre de 2007  | Kitt Peak            | Spacewatch        |
| 352347 | 2007 VW105             | 3 de novembre de 2007  | Kitt Peak            | Spacewatch        |
| 352348 | 2007 VB108             | 3 de novembre de 2007  | Kitt Peak            | Spacewatch        |
| 352349 | 2007 VG110             | 3 de novembre de 2007  | Kitt Peak            | Spacewatch        |
| 352350 | 2007 VT124             | 5 de novembre de 2007  | Mount Lemmon         | Mt. Lemmon Survey |
| 352351 | 2007 VQ133             | 2 de novembre de 2007  | Catalina             | CSS               |
| 352352 | 2007 VN136             | 12 d'octubre de 2007   | Kitt Peak            | Spacewatch        |
| 352353 | 2007 VW166             | 5 de novembre de 2007  | Mount Lemmon         | Mt. Lemmon Survey |
| 352354 | 2007 VY167             | 5 de novembre de 2007  | Kitt Peak            | Spacewatch        |
| 352355 | 2007 VX170             | 7 de novembre de 2007  | Kitt Peak            | Spacewatch        |
| 352356 | 2007 VB183             | 8 de novembre de 2007  | Catalina             | CSS               |
| 352357 | 2007 VA185             | 11 de novembre de 2007 | Bisei SG Center      | BATTeRS           |
| 352358 | 2007 VO190             | 5 de novembre de 2007  | Kitt Peak            | Spacewatch        |
| 352359 | 2007 VP190             | 5 de novembre de 2007  | Kitt Peak            | Spacewatch        |
| 352360 | 2007 VX203             | 9 de novembre de 2007  | Kitt Peak            | Spacewatch        |
| 352361 | 2007 VD205             | 9 de novembre de 2007  | Mount Lemmon         | Mt. Lemmon Survey |
| 352362 | 2007 VJ206             | 9 de novembre de 2007  | Mount Lemmon         | Mt. Lemmon Survey |
| 352363 | 2007 VH210             | 9 de novembre de 2007  | Kitt Peak            | Spacewatch        |
| 352364 | 2007 VN214             | 9 de novembre de 2007  | Kitt Peak            | Spacewatch        |
| 352365 | 2007 VB216             | 9 de novembre de 2007  | Kitt Peak            | Spacewatch        |
| 352366 | 2007 VO216             | 9 de novembre de 2007  | Kitt Peak            | Spacewatch        |
| 352367 | 2007 VS233             | 8 de novembre de 2007  | Kitt Peak            | Spacewatch        |
| 352368 | 2007 VR242             | 12 de novembre de 2007 | Catalina             | CSS               |
| 352369 | 2007 VH243             | 13 de novembre de 2007 | Mount Lemmon         | Mt. Lemmon Survey |
| 352370 | 2007 VG244             | 15 de novembre de 2007 | La Sagra             | La Sagra          |
| 352371 | 2007 VL254             | 15 de novembre de 2007 | Catalina             | CSS               |
| 352372 | 2007 VA255             | 11 de novembre de 2007 | Mount Lemmon         | Mt. Lemmon Survey |
| 352373 | 2007 VG260             | 15 de novembre de 2007 | Anderson Mesa        | LONEOS            |
| 352374 | 2007 VM263             | 13 de novembre de 2007 | Kitt Peak            | Spacewatch        |
| 352375 | 2007 VM269             | 14 de novembre de 2007 | Socorro              | LINEAR            |
| 352376 | 2007 VF278             | 14 de novembre de 2007 | Kitt Peak            | Spacewatch        |
| 352377 | 2007 VL286             | 14 de novembre de 2007 | Kitt Peak            | Spacewatch        |
| 352378 | 2007 VW294             | 14 de novembre de 2007 | Kitt Peak            | Spacewatch        |
| 352379 | 2007 VD298             | 11 de novembre de 2007 | Catalina             | CSS               |
| 352380 | 2007 VE299             | 11 de novembre de 2007 | Anderson Mesa        | LONEOS            |
| 352381 | 2007 VF304             | 7 de novembre de 2007  | Catalina             | CSS               |
| 352382 | 2007 VU309             | 3 de novembre de 2007  | Mount Lemmon         | Mt. Lemmon Survey |
| 352383 | 2007 VN318             | 7 de novembre de 2007  | Kitt Peak            | Spacewatch        |
| 352384 | 2007 VZ323             | 5 de novembre de 2007  | Socorro              | LINEAR            |
| 352385 | 2007 VD328             | 8 de novembre de 2007  | Socorro              | LINEAR            |
| 352386 | 2007 VO331             | 6 de novembre de 2007  | Kitt Peak            | Spacewatch        |
| 352387 | 2007 VP331             | 7 de novembre de 2007  | Kitt Peak            | Spacewatch        |
| 352388 | 2007 WB6               | 17 de novembre de 2007 | Socorro              | LINEAR            |
| 352389 | 2007 WP8               | 8 de novembre de 2007  | Kitt Peak            | Spacewatch        |
| 352390 | 2007 WK11              | 17 d'octubre de 2007   | Mount Lemmon         | Mt. Lemmon Survey |
| 352391 | 2007 WG15              | 18 de novembre de 2007 | Mount Lemmon         | Mt. Lemmon Survey |
| 352392 | 2007 WM22              | 17 de novembre de 2007 | Kitt Peak            | Spacewatch        |
| 352393 | 2007 WV36              | 19 de gener de 2004    | Kitt Peak            | Spacewatch        |
| 352394 | 2007 WQ38              | 19 de novembre de 2007 | Mount Lemmon         | Mt. Lemmon Survey |
| 352395 | 2007 WM51              | 20 de novembre de 2007 | Mount Lemmon         | Mt. Lemmon Survey |
| 352396 | 2007 WG56              | 29 de novembre de 2007 | Eskridge             | G. Hug            |
| 352397 | 2007 WS62              | 18 de novembre de 2007 | Mount Lemmon         | Mt. Lemmon Survey |
| 352398 | 2007 WA63              | 19 de novembre de 2007 | Mount Lemmon         | Mt. Lemmon Survey |
| 352399 | 2007 XY1               | 9 de novembre de 2007  | Kitt Peak            | Spacewatch        |
| 352400 | 2007 XM5               | 4 de desembre de 2007  | Kitt Peak            | Spacewatch        |

## 352401-352500
| Nom    | Designació provisional | Data de descobriment   | Lloc de descobriment | Descobridor/s     |
| ------ | ---------------------- | ---------------------- | -------------------- | ----------------- |
| 352401 | 2007 XS9               | 5 de desembre de 2007  | La Sagra             | La Sagra          |
| 352402 | 2007 XS14              | 5 de desembre de 2007  | Mount Lemmon         | Mt. Lemmon Survey |
| 352403 | 2007 XU14              | 5 de desembre de 2007  | Mount Lemmon         | Mt. Lemmon Survey |
| 352404 | 2007 XC19              | 12 de desembre de 2007 | Socorro              | LINEAR            |
| 352405 | 2007 XJ26              | 14 de desembre de 2007 | Kitt Peak            | Spacewatch        |
| 352406 | 2007 XG30              | 15 de desembre de 2007 | Catalina             | CSS               |
| 352407 | 2007 XC40              | 13 de desembre de 2007 | Socorro              | LINEAR            |
| 352408 | 2007 XG41              | 14 de desembre de 2007 | Socorro              | LINEAR            |
| 352409 | 2007 XH41              | 14 de desembre de 2007 | Socorro              | LINEAR            |
| 352410 | 2007 XJ42              | 14 de desembre de 2007 | Mount Lemmon         | Mt. Lemmon Survey |
| 352411 | 2007 XF52              | 6 de desembre de 2007  | Kitt Peak            | Spacewatch        |
| 352412 | 2007 XX52              | 15 de desembre de 2007 | Mount Lemmon         | Mt. Lemmon Survey |
| 352413 | 2007 XZ52              | 4 de desembre de 2007  | Catalina             | CSS               |
| 352414 | 2007 XF53              | 5 de desembre de 2007  | Mount Lemmon         | Mt. Lemmon Survey |
| 352415 | 2007 XX53              | 14 de desembre de 2007 | Charleston           | Charleston        |
| 352416 | 2007 XJ56              | 16 d'agost de 2001     | Palomar              | NEAT              |
| 352417 | 2007 XA58              | 5 de desembre de 2007  | Kitt Peak            | Spacewatch        |
| 352418 | 2007 YN13              | 17 de desembre de 2007 | Mount Lemmon         | Mt. Lemmon Survey |
| 352419 | 2007 YR17              | 5 de desembre de 2007  | Kitt Peak            | Spacewatch        |
| 352420 | 2007 YO20              | 16 de desembre de 2007 | Kitt Peak            | Spacewatch        |
| 352421 | 2007 YM22              | 16 de desembre de 2007 | Kitt Peak            | Spacewatch        |
| 352422 | 2007 YZ35              | 30 de desembre de 2007 | Mount Lemmon         | Mt. Lemmon Survey |
| 352423 | 2007 YJ43              | 30 de desembre de 2007 | Kitt Peak            | Spacewatch        |
| 352424 | 2007 YV45              | 30 de desembre de 2007 | Mount Lemmon         | Mt. Lemmon Survey |
| 352425 | 2007 YY48              | 28 de desembre de 2007 | Kitt Peak            | Spacewatch        |
| 352426 | 2007 YF64              | 31 de desembre de 2007 | Kitt Peak            | Spacewatch        |
| 352427 | 2007 YL66              | 30 de desembre de 2007 | Mount Lemmon         | Mt. Lemmon Survey |
| 352428 | 2007 YW72              | 19 de desembre de 2007 | Catalina             | CSS               |
| 352429 | 2007 YC73              | 20 de desembre de 2007 | Mount Lemmon         | Mt. Lemmon Survey |
| 352430 | 2007 YB74              | 31 de desembre de 2007 | Catalina             | CSS               |
| 352431 | 2008 AY4               | 7 de gener de 2008     | Lulin                | LUSS              |
| 352432 | 2008 AY12              | 10 de gener de 2008    | Mount Lemmon         | Mt. Lemmon Survey |
| 352433 | 2008 AV13              | 10 de gener de 2008    | Mount Lemmon         | Mt. Lemmon Survey |
| 352434 | 2008 AZ16              | 10 de gener de 2008    | Kitt Peak            | Spacewatch        |
| 352435 | 2008 AO20              | 10 de gener de 2008    | Mount Lemmon         | Mt. Lemmon Survey |
| 352436 | 2008 AK21              | 10 de gener de 2008    | Mount Lemmon         | Mt. Lemmon Survey |
| 352437 | 2008 AS23              | 10 de gener de 2008    | Mount Lemmon         | Mt. Lemmon Survey |
| 352438 | 2008 AB25              | 10 de gener de 2008    | Mount Lemmon         | Mt. Lemmon Survey |
| 352439 | 2008 AN27              | 10 de gener de 2008    | Mount Lemmon         | Mt. Lemmon Survey |
| 352440 | 2008 AR28              | 11 de gener de 2008    | Catalina             | CSS               |
| 352441 | 2008 AP34              | 10 de gener de 2008    | Kitt Peak            | Spacewatch        |
| 352442 | 2008 AM35              | 10 de gener de 2008    | Kitt Peak            | Spacewatch        |
| 352443 | 2008 AD36              | 10 de gener de 2008    | Kitt Peak            | Spacewatch        |
| 352444 | 2008 AR40              | 10 de gener de 2008    | Mount Lemmon         | Mt. Lemmon Survey |
| 352445 | 2008 AY41              | 10 de gener de 2008    | Mount Lemmon         | Mt. Lemmon Survey |
| 352446 | 2008 AF43              | 10 de gener de 2008    | Catalina             | CSS               |
| 352447 | 2008 AB45              | 10 de gener de 2008    | Catalina             | CSS               |
| 352448 | 2008 AU49              | 11 de gener de 2008    | Kitt Peak            | Spacewatch        |
| 352449 | 2008 AM54              | 11 de gener de 2008    | Kitt Peak            | Spacewatch        |
| 352450 | 2008 AE59              | 11 de gener de 2008    | Kitt Peak            | Spacewatch        |
| 352451 | 2008 AU65              | 11 de gener de 2008    | Kitt Peak            | Spacewatch        |
| 352452 | 2008 AF68              | 11 de gener de 2008    | Kitt Peak            | Spacewatch        |
| 352453 | 2008 AN69              | 11 de gener de 2008    | Kitt Peak            | Spacewatch        |
| 352454 | 2008 AO73              | 10 de gener de 2008    | Kitt Peak            | Spacewatch        |
| 352455 | 2008 AW75              | 11 de gener de 2008    | Kitt Peak            | Spacewatch        |
| 352456 | 2008 AQ78              | 12 de gener de 2008    | Kitt Peak            | Spacewatch        |
| 352457 | 2008 AB84              | 15 de gener de 2008    | Kitt Peak            | Spacewatch        |
| 352458 | 2008 AU84              | 5 de gener de 2008     | Nyukasa              | Nyukasa           |
| 352459 | 2008 AQ85              | 13 de gener de 2008    | Kitt Peak            | Spacewatch        |
| 352460 | 2008 AA86              | 28 de setembre de 2006 | Catalina             | CSS               |
| 352461 | 2008 AW94              | 14 de gener de 2008    | Kitt Peak            | Spacewatch        |
| 352462 | 2008 AN100             | 14 de gener de 2008    | Kitt Peak            | Spacewatch        |
| 352463 | 2008 AA102             | 19 de setembre de 2006 | Catalina             | CSS               |
| 352464 | 2008 AS106             | 15 de gener de 2008    | Kitt Peak            | Spacewatch        |
| 352465 | 2008 AO108             | 15 de gener de 2008    | Kitt Peak            | Spacewatch        |
| 352466 | 2008 AL111             | 15 de gener de 2008    | Kitt Peak            | Spacewatch        |
| 352467 | 2008 AC115             | 12 de gener de 2008    | Kitt Peak            | Spacewatch        |
| 352468 | 2008 AC117             | 1 de gener de 2008     | Kitt Peak            | Spacewatch        |
| 352469 | 2008 AU126             | 10 de gener de 2008    | Mount Lemmon         | Mt. Lemmon Survey |
| 352470 | 2008 AJ130             | 30 de setembre de 2006 | Catalina             | CSS               |
| 352471 | 2008 AY136             | 15 d'octubre de 2006   | Kitt Peak            | Spacewatch        |
| 352472 | 2008 BN                | 16 de gener de 2008    | Mount Lemmon         | Mt. Lemmon Survey |
| 352473 | 2008 BD2               | 17 de gener de 2008    | Kitt Peak            | Spacewatch        |
| 352474 | 2008 BZ2               | 21 de gener de 2008    | Mount Lemmon         | Mt. Lemmon Survey |
| 352475 | 2008 BD4               | 16 de gener de 2008    | Kitt Peak            | Spacewatch        |
| 352476 | 2008 BJ5               | 16 de gener de 2008    | Kitt Peak            | Spacewatch        |
| 352477 | 2008 BL16              | 29 de gener de 2008    | La Sagra             | La Sagra          |
| 352478 | 2008 BV19              | 30 de gener de 2008    | Kitt Peak            | Spacewatch        |
| 352479 | 2008 BO31              | 30 de gener de 2008    | Mount Lemmon         | Mt. Lemmon Survey |
| 352480 | 2008 BH32              | 30 de gener de 2008    | Mount Lemmon         | Mt. Lemmon Survey |
| 352481 | 2008 BN33              | 30 de gener de 2008    | Kitt Peak            | Spacewatch        |
| 352482 | 2008 BG40              | 30 de gener de 2008    | Socorro              | LINEAR            |
| 352483 | 2008 BR41              | 30 de gener de 2008    | Catalina             | CSS               |
| 352484 | 2008 BD48              | 16 de gener de 2008    | Kitt Peak            | Spacewatch        |
| 352485 | 2008 BD49              | 30 de gener de 2008    | Mount Lemmon         | Mt. Lemmon Survey |
| 352486 | 2008 BW49              | 30 de gener de 2008    | Mount Lemmon         | Mt. Lemmon Survey |
| 352487 | 2008 BZ50              | 30 de gener de 2008    | Mount Lemmon         | Mt. Lemmon Survey |
| 352488 | 2008 BS53              | 30 de gener de 2008    | Kitt Peak            | Spacewatch        |
| 352489 | 2008 CF4               | 2 de febrer de 2008    | Kitt Peak            | Spacewatch        |
| 352490 | 2008 CO4               | 2 de febrer de 2008    | Mount Lemmon         | Mt. Lemmon Survey |
| 352491 | 2008 CS4               | 2 de febrer de 2008    | Mount Lemmon         | Mt. Lemmon Survey |
| 352492 | 2008 CL5               | 5 de febrer de 2008    | La Sagra             | La Sagra          |
| 352493 | 2008 CG8               | 2 de febrer de 2008    | Kitt Peak            | Spacewatch        |
| 352494 | 2008 CL10              | 2 de febrer de 2008    | Kitt Peak            | Spacewatch        |
| 352495 | 2008 CV10              | 3 de febrer de 2008    | Catalina             | CSS               |
| 352496 | 2008 CF14              | 3 de febrer de 2008    | Kitt Peak            | Spacewatch        |
| 352497 | 2008 CM15              | 3 de febrer de 2008    | Kitt Peak            | Spacewatch        |
| 352498 | 2008 CL16              | 3 de febrer de 2008    | Kitt Peak            | Spacewatch        |
| 352499 | 2008 CK28              | 2 de febrer de 2008    | Kitt Peak            | Spacewatch        |
| 352500 | 2008 CP29              | 2 de febrer de 2008    | Kitt Peak            | Spacewatch        |

## 352501-352600
| Nom    | Designació provisional | Data de descobriment   | Lloc de descobriment | Descobridor/s          |
| ------ | ---------------------- | ---------------------- | -------------------- | ---------------------- |
| 352501 | 2008 CC37              | 2 de febrer de 2008    | Kitt Peak            | Spacewatch             |
| 352502 | 2008 CQ37              | 2 de febrer de 2008    | Kitt Peak            | Spacewatch             |
| 352503 | 2008 CL52              | 7 de febrer de 2008    | Kitt Peak            | Spacewatch             |
| 352504 | 2008 CX62              | 8 de febrer de 2008    | Mount Lemmon         | Mt. Lemmon Survey      |
| 352505 | 2008 CA69              | 7 de febrer de 2008    | Pla D'Arguines       | R. Ferrando            |
| 352506 | 2008 CF74              | 9 de febrer de 2008    | Catalina             | CSS                    |
| 352507 | 2008 CO74              | 7 de febrer de 2008    | Socorro              | LINEAR                 |
| 352508 | 2008 CY74              | 10 de febrer de 2008   | Bergisch Gladbac     | W. Bickel              |
| 352509 | 2008 CP75              | 10 de febrer de 2008   | La Sagra             | La Sagra               |
| 352510 | 2008 CZ81              | 22 d'octubre de 2006   | Catalina             | CSS                    |
| 352511 | 2008 CN83              | 3 de febrer de 2008    | Kitt Peak            | Spacewatch             |
| 352512 | 2008 CJ87              | 7 de febrer de 2008    | Mount Lemmon         | Mt. Lemmon Survey      |
| 352513 | 2008 CM89              | 7 de febrer de 2008    | Kitt Peak            | Spacewatch             |
| 352514 | 2008 CL95              | 8 de febrer de 2008    | Mount Lemmon         | Mt. Lemmon Survey      |
| 352515 | 2008 CP98              | 9 de febrer de 2008    | Kitt Peak            | Spacewatch             |
| 352516 | 2008 CO99              | 9 de febrer de 2008    | Kitt Peak            | Spacewatch             |
| 352517 | 2008 CJ110             | 9 de febrer de 2008    | Purple Mountain      | PMO NEO Survey Program |
| 352518 | 2008 CN113             | 10 de febrer de 2008   | Kitt Peak            | Spacewatch             |
| 352519 | 2008 CU117             | 11 de febrer de 2008   | Dauban               | F. Kugel               |
| 352520 | 2008 CC118             | 12 de febrer de 2008   | Wildberg             | R. Apitzsch            |
| 352521 | 2008 CX120             | 6 de febrer de 2008    | Catalina             | CSS                    |
| 352522 | 2008 CP127             | 8 de febrer de 2008    | Kitt Peak            | Spacewatch             |
| 352523 | 2008 CO130             | 8 de febrer de 2008    | Kitt Peak            | Spacewatch             |
| 352524 | 2008 CK134             | 15 de gener de 2008    | Mount Lemmon         | Mt. Lemmon Survey      |
| 352525 | 2008 CR137             | 8 de febrer de 2008    | Kitt Peak            | Spacewatch             |
| 352526 | 2008 CF141             | 1 de febrer de 2008    | Kitt Peak            | Spacewatch             |
| 352527 | 2008 CT144             | 9 de febrer de 2008    | Kitt Peak            | Spacewatch             |
| 352528 | 2008 CO148             | 9 de febrer de 2008    | Mount Lemmon         | Mt. Lemmon Survey      |
| 352529 | 2008 CK149             | 9 de febrer de 2008    | Kitt Peak            | Spacewatch             |
| 352530 | 2008 CW150             | 9 de febrer de 2008    | Kitt Peak            | Spacewatch             |
| 352531 | 2008 CF155             | 9 de febrer de 2008    | Mount Lemmon         | Mt. Lemmon Survey      |
| 352532 | 2008 CD156             | 9 de febrer de 2008    | Mount Lemmon         | Mt. Lemmon Survey      |
| 352533 | 2008 CX164             | 10 de febrer de 2008   | Mount Lemmon         | Mt. Lemmon Survey      |
| 352534 | 2008 CP176             | 7 de febrer de 2008    | Socorro              | LINEAR                 |
| 352535 | 2008 CD178             | 11 d'octubre de 2007   | Mount Lemmon         | Mt. Lemmon Survey      |
| 352536 | 2008 CT178             | 6 de febrer de 2008    | Anderson Mesa        | LONEOS                 |
| 352537 | 2008 CG179             | 14 d'octubre de 2007   | Mount Lemmon         | Mt. Lemmon Survey      |
| 352538 | 2008 CN179             | 6 de febrer de 2008    | Purple Mountain      | PMO NEO Survey Program |
| 352539 | 2008 CM180             | 9 de febrer de 2008    | Catalina             | CSS                    |
| 352540 | 2008 CQ180             | 9 de febrer de 2008    | Catalina             | CSS                    |
| 352541 | 2008 CW185             | 18 de desembre de 2007 | Mount Lemmon         | Mt. Lemmon Survey      |
| 352542 | 2008 CY190             | 1 de febrer de 2008    | Kitt Peak            | Spacewatch             |
| 352543 | 2008 CZ190             | 2 de febrer de 2008    | Kitt Peak            | Spacewatch             |
| 352544 | 2008 CX192             | 7 de febrer de 2008    | Mount Lemmon         | Mt. Lemmon Survey      |
| 352545 | 2008 CD193             | 8 de febrer de 2008    | Kitt Peak            | Spacewatch             |
| 352546 | 2008 CZ199             | 7 de febrer de 2008    | Mount Lemmon         | Mt. Lemmon Survey      |
| 352547 | 2008 CG200             | 10 de febrer de 2008   | Mount Lemmon         | Mt. Lemmon Survey      |
| 352548 | 2008 CD201             | 13 de febrer de 2008   | Kitt Peak            | Spacewatch             |
| 352549 | 2008 CF202             | 3 de febrer de 2008    | Kitt Peak            | Spacewatch             |
| 352550 | 2008 CF205             | 13 de febrer de 2008   | Kitt Peak            | Spacewatch             |
| 352551 | 2008 CB207             | 12 de febrer de 2008   | Kitt Peak            | Spacewatch             |
| 352552 | 2008 CQ209             | 6 de febrer de 2008    | Catalina             | CSS                    |
| 352553 | 2008 CY210             | 2 de febrer de 2008    | Kitt Peak            | Spacewatch             |
| 352554 | 2008 CT211             | 6 de febrer de 2008    | Catalina             | CSS                    |
| 352555 | 2008 CR212             | 8 de febrer de 2008    | Mount Lemmon         | Mt. Lemmon Survey      |
| 352556 | 2008 CZ212             | 9 de febrer de 2008    | Kitt Peak            | Spacewatch             |
| 352557 | 2008 CA213             | 9 de febrer de 2008    | Kitt Peak            | Spacewatch             |
| 352558 | 2008 CK213             | 9 de febrer de 2008    | Mount Lemmon         | Mt. Lemmon Survey      |
| 352559 | 2008 CB214             | 10 de febrer de 2008   | Kitt Peak            | Spacewatch             |
| 352560 | 2008 CH214             | 11 de febrer de 2008   | Mount Lemmon         | Mt. Lemmon Survey      |
| 352561 | 2008 CW214             | 12 de febrer de 2008   | Mount Lemmon         | Mt. Lemmon Survey      |
| 352562 | 2008 DG1               | 24 de febrer de 2008   | Kitt Peak            | Spacewatch             |
| 352563 | 2008 DC3               | 24 de febrer de 2008   | Mount Lemmon         | Mt. Lemmon Survey      |
| 352564 | 2008 DW8               | 25 de febrer de 2008   | Mount Lemmon         | Mt. Lemmon Survey      |
| 352565 | 2008 DN10              | 26 de febrer de 2008   | Kitt Peak            | Spacewatch             |
| 352566 | 2008 DK12              | 26 de febrer de 2008   | Kitt Peak            | Spacewatch             |
| 352567 | 2008 DW13              | 26 de febrer de 2008   | Mount Lemmon         | Mt. Lemmon Survey      |
| 352568 | 2008 DS18              | 26 de febrer de 2008   | Kitt Peak            | Spacewatch             |
| 352569 | 2008 DT18              | 30 de desembre de 2007 | Mount Lemmon         | Mt. Lemmon Survey      |
| 352570 | 2008 DZ19              | 28 de febrer de 2008   | Mount Lemmon         | Mt. Lemmon Survey      |
| 352571 | 2008 DJ22              | 28 de febrer de 2008   | Catalina             | CSS                    |
| 352572 | 2008 DO22              | 10 de febrer de 2008   | Catalina             | CSS                    |
| 352573 | 2008 DS23              | 24 de febrer de 2008   | Kitt Peak            | Spacewatch             |
| 352574 | 2008 DT24              | 28 de febrer de 2008   | Mount Lemmon         | Mt. Lemmon Survey      |
| 352575 | 2008 DF54              | 27 de febrer de 2008   | Anderson Mesa        | LONEOS                 |
| 352576 | 2008 DA55              | 29 de febrer de 2008   | Catalina             | CSS                    |
| 352577 | 2008 DD55              | 26 de febrer de 2008   | Kitt Peak            | Spacewatch             |
| 352578 | 2008 DN55              | 26 de febrer de 2008   | Mount Lemmon         | Mt. Lemmon Survey      |
| 352579 | 2008 DD59              | 27 de febrer de 2008   | Kitt Peak            | Spacewatch             |
| 352580 | 2008 DJ60              | 28 de febrer de 2008   | Kitt Peak            | Spacewatch             |
| 352581 | 2008 DC70              | 28 de febrer de 2008   | Catalina             | CSS                    |
| 352582 | 2008 DG70              | 18 de febrer de 2008   | Catalina             | CSS                    |
| 352583 | 2008 DA72              | 26 de febrer de 2008   | Kitt Peak            | Spacewatch             |
| 352584 | 2008 DF87              | 28 de febrer de 2008   | Mount Lemmon         | Mt. Lemmon Survey      |
| 352585 | 2008 EJ8               | 3 de març de 2008      | La Sagra             | La Sagra               |
| 352586 | 2008 EZ10              | 27 d'abril de 2003     | Anderson Mesa        | LONEOS                 |
| 352587 | 2008 ER11              | 1 de març de 2008      | Kitt Peak            | Spacewatch             |
| 352588 | 2008 ED20              | 2 de març de 2008      | Kitt Peak            | Spacewatch             |
| 352589 | 2008 EG21              | 2 de març de 2008      | Kitt Peak            | Spacewatch             |
| 352590 | 2008 ES22              | 3 de març de 2008      | Catalina             | CSS                    |
| 352591 | 2008 ED24              | 18 de febrer de 2008   | Mount Lemmon         | Mt. Lemmon Survey      |
| 352592 | 2008 EL27              | 4 de març de 2008      | Mount Lemmon         | Mt. Lemmon Survey      |
| 352593 | 2008 ET28              | 4 de març de 2008      | Mount Lemmon         | Mt. Lemmon Survey      |
| 352594 | 2008 EA41              | 4 de març de 2008      | Catalina             | CSS                    |
| 352595 | 2008 EP42              | 4 de març de 2008      | Mount Lemmon         | Mt. Lemmon Survey      |
| 352596 | 2008 EW48              | 6 de març de 2008      | Kitt Peak            | Spacewatch             |
| 352597 | 2008 ET49              | 6 de març de 2008      | Kitt Peak            | Spacewatch             |
| 352598 | 2008 ER52              | 6 de març de 2008      | Kitt Peak            | Spacewatch             |
| 352599 | 2008 EZ55              | 7 de març de 2008      | Mount Lemmon         | Mt. Lemmon Survey      |
| 352600 | 2008 EB56              | 7 de març de 2008      | Mount Lemmon         | Mt. Lemmon Survey      |

## 352601-352700
| Nom             | Designació provisional | Data de descobriment   | Lloc de descobriment | Descobridor/s          |
| --------------- | ---------------------- | ---------------------- | -------------------- | ---------------------- |
| 352601          | 2008 ER56              | 7 de març de 2008      | Catalina             | CSS                    |
| 352602          | 2008 EN69              | 7 de març de 2008      | Kitt Peak            | Spacewatch             |
| 352603          | 2008 EK79              | 8 de març de 2008      | Catalina             | CSS                    |
| 352604          | 2008 ES87              | 10 de març de 2008     | Catalina             | CSS                    |
| 352605          | 2008 EH90              | 14 de març de 2008     | Socorro              | LINEAR                 |
| 352606          | 2008 ET90              | 2 de març de 2008      | Mount Lemmon         | Mt. Lemmon Survey      |
| 352607          | 2008 EX92              | 6 de març de 2008      | Catalina             | CSS                    |
| 352608          | 2008 EX93              | 3 de març de 2008      | Mount Lemmon         | Mt. Lemmon Survey      |
| 352609          | 2008 EA94              | 3 de març de 2008      | Purple Mountain      | PMO NEO Survey Program |
| 352610          | 2008 EF97              | 7 de març de 2008      | Mount Lemmon         | Mt. Lemmon Survey      |
| 352611          | 2008 EE101             | 11 de febrer de 2008   | Mount Lemmon         | Mt. Lemmon Survey      |
| 352612          | 2008 EH136             | 28 de febrer de 2008   | Kitt Peak            | Spacewatch             |
| 352613          | 2008 EC138             | 11 de març de 2008     | Catalina             | CSS                    |
| 352614          | 2008 EM146             | 5 de març de 2008      | Mount Lemmon         | Mt. Lemmon Survey      |
| 352615          | 2008 EA152             | 10 de març de 2008     | Kitt Peak            | Spacewatch             |
| 352616          | 2008 EX168             | 13 de març de 2008     | Catalina             | CSS                    |
| 352617          | 2008 FE1               | 25 de març de 2008     | Kitt Peak            | Spacewatch             |
| 352618          | 2008 FQ1               | 25 de març de 2008     | Kitt Peak            | Spacewatch             |
| 352619          | 2008 FV2               | 25 de març de 2008     | Kitt Peak            | Spacewatch             |
| 352620          | 2008 FG3               | 25 de març de 2008     | Kitt Peak            | Spacewatch             |
| 352621          | 2008 FO6               | 30 de març de 2008     | Catalina             | CSS                    |
| 352622          | 2008 FA7               | 30 de març de 2008     | Grove Creek          | F. Tozzi               |
| 352623          | 2008 FH7               | 30 de març de 2008     | Catalina             | CSS                    |
| 352624          | 2008 FQ11              | 26 de febrer de 2008   | Mount Lemmon         | Mt. Lemmon Survey      |
| 352625          | 2008 FA16              | 27 de març de 2008     | Mount Lemmon         | Mt. Lemmon Survey      |
| 352626          | 2008 FT33              | 28 de març de 2008     | Mount Lemmon         | Mt. Lemmon Survey      |
| 352627          | 2008 FD40              | 28 de març de 2008     | Kitt Peak            | Spacewatch             |
| 352628          | 2008 FA41              | 28 de març de 2008     | Kitt Peak            | Spacewatch             |
| 352629          | 2008 FF78              | 27 de març de 2008     | Mount Lemmon         | Mt. Lemmon Survey      |
| 352630          | 2008 FX89              | 29 de març de 2008     | Mount Lemmon         | Mt. Lemmon Survey      |
| 352631          | 2008 FH115             | 31 de març de 2008     | Mount Lemmon         | Mt. Lemmon Survey      |
| 352632          | 2008 FJ122             | 30 de març de 2008     | Crni Vrh             | Crni Vrh               |
| 352633          | 2008 GM31              | 3 d'abril de 2008      | Kitt Peak            | Spacewatch             |
| 352634          | 2008 GB64              | 5 d'abril de 2008      | Catalina             | CSS                    |
| 352635          | 2008 GK88              | 6 d'abril de 2008      | Kitt Peak            | Spacewatch             |
| 352636          | 2008 GW89              | 6 d'abril de 2008      | Mount Lemmon         | Mt. Lemmon Survey      |
| 352637          | 2008 GW108             | 13 d'abril de 2008     | Kitt Peak            | Spacewatch             |
| 352638          | 2008 GY110             | 3 d'abril de 2008      | Catalina             | CSS                    |
| 352639          | 2008 GZ110             | 3 d'abril de 2008      | Catalina             | CSS                    |
| 352640          | 2008 GE111             | 12 d'abril de 2008     | Dauban               | F. Kugel               |
| 352641          | 2008 HA62              | 30 d'abril de 2008     | Kitt Peak            | Spacewatch             |
| 352642          | 2008 JM                | 2 de maig de 2008      | Catalina             | CSS                    |
| 352643          | 2008 JB32              | 5 de maig de 2008      | Mount Lemmon         | Mt. Lemmon Survey      |
| 352644          | 2008 KQ36              | 29 de maig de 2008     | Kitt Peak            | Spacewatch             |
| 352645          | 2008 LW2               | 1 de juny de 2008      | Kitt Peak            | Spacewatch             |
| 352646 Blumbahs | 2008 OZ1               | 25 de juliol de 2008   | Baldone              | K. Cernis, I. Eglitis  |
| 352647          | 2008 OD14              | 31 de juliol de 2008   | La Sagra             | La Sagra               |
| 352648          | 2008 OA18              | 30 de juliol de 2008   | Kitt Peak            | Spacewatch             |
| 352649          | 2008 OQ22              | 29 de juliol de 2008   | Kitt Peak            | Spacewatch             |
| 352650          | 2008 PF9               | 7 d'agost de 2008      | Dauban               | F. Kugel               |
| 352651          | 2008 QA9               | 25 d'agost de 2008     | La Sagra             | La Sagra               |
| 352652          | 2008 QR10              | 26 d'agost de 2008     | Dauban               | F. Kugel               |
| 352653          | 2008 QE17              | 27 d'agost de 2008     | La Sagra             | La Sagra               |
| 352654          | 2008 QJ24              | 25 d'agost de 2008     | Andrushivka          | Andrushivka            |
| 352655          | 2008 QX28              | 31 d'agost de 2008     | Moletai              | Moletai                |
| 352656          | 2008 QR29              | 24 d'agost de 2008     | La Sagra             | La Sagra               |
| 352657          | 2008 QS33              | 27 d'agost de 2008     | La Sagra             | La Sagra               |
| 352658          | 2008 QZ33              | 28 d'agost de 2008     | La Sagra             | La Sagra               |
| 352659          | 2008 RE2               | 2 de setembre de 2008  | Kitt Peak            | Spacewatch             |
| 352660          | 2008 RX3               | 2 de setembre de 2008  | Kitt Peak            | Spacewatch             |
| 352661          | 2008 RY5               | 2 de setembre de 2008  | Kitt Peak            | Spacewatch             |
| 352662          | 2008 RM14              | 4 de setembre de 2008  | Kitt Peak            | Spacewatch             |
| 352663          | 2008 RZ16              | 4 de setembre de 2008  | Kitt Peak            | Spacewatch             |
| 352664          | 2008 RC23              | 4 de setembre de 2008  | Socorro              | LINEAR                 |
| 352665          | 2008 RW56              | 3 de setembre de 2008  | Kitt Peak            | Spacewatch             |
| 352666          | 2008 RZ58              | 3 de setembre de 2008  | Kitt Peak            | Spacewatch             |
| 352667          | 2008 RA69              | 4 de setembre de 2008  | Kitt Peak            | Spacewatch             |
| 352668          | 2008 RQ72              | 6 de setembre de 2008  | Mount Lemmon         | Mt. Lemmon Survey      |
| 352669          | 2008 RN77              | 6 de setembre de 2008  | Catalina             | CSS                    |
| 352670          | 2008 RU87              | 5 de setembre de 2008  | Kitt Peak            | Spacewatch             |
| 352671          | 2008 RC95              | 7 de setembre de 2008  | Mount Lemmon         | Mt. Lemmon Survey      |
| 352672          | 2008 RK99              | 2 de setembre de 2008  | Kitt Peak            | Spacewatch             |
| 352673          | 2008 RZ100             | 5 de setembre de 2008  | Kitt Peak            | Spacewatch             |
| 352674          | 2008 RR101             | 2 de setembre de 2008  | Kitt Peak            | Spacewatch             |
| 352675          | 2008 RO106             | 7 de setembre de 2008  | Mount Lemmon         | Mt. Lemmon Survey      |
| 352676          | 2008 RO107             | 7 de setembre de 2008  | Mount Lemmon         | Mt. Lemmon Survey      |
| 352677          | 2008 RQ107             | 8 de setembre de 2008  | Mount Lemmon         | Mt. Lemmon Survey      |
| 352678          | 2008 RG109             | 2 de setembre de 2008  | Kitt Peak            | Spacewatch             |
| 352679          | 2008 RR111             | 4 de setembre de 2008  | Kitt Peak            | Spacewatch             |
| 352680          | 2008 RL136             | 4 de setembre de 2008  | Kitt Peak            | Spacewatch             |
| 352681          | 2008 SS3               | 22 de setembre de 2008 | Socorro              | LINEAR                 |
| 352682          | 2008 ST5               | 22 de setembre de 2008 | Socorro              | LINEAR                 |
| 352683          | 2008 SU5               | 22 de setembre de 2008 | Socorro              | LINEAR                 |
| 352684          | 2008 SU8               | 22 de setembre de 2008 | Socorro              | LINEAR                 |
| 352685          | 2008 SP28              | 19 de setembre de 2008 | Kitt Peak            | Spacewatch             |
| 352686          | 2008 SV29              | 19 de setembre de 2008 | Kitt Peak            | Spacewatch             |
| 352687          | 2008 SY35              | 20 de setembre de 2008 | Kitt Peak            | Spacewatch             |
| 352688          | 2008 SE46              | 20 de setembre de 2008 | Kitt Peak            | Spacewatch             |
| 352689          | 2008 SM60              | 20 de setembre de 2008 | Catalina             | CSS                    |
| 352690          | 2008 SR74              | 23 de setembre de 2008 | Mount Lemmon         | Mt. Lemmon Survey      |
| 352691          | 2008 SH84              | 27 de setembre de 2008 | Sierra Stars         | F. Tozzi               |
| 352692          | 2008 SS85              | 19 de setembre de 2008 | Kitt Peak            | Spacewatch             |
| 352693          | 2008 SQ88              | 20 de setembre de 2008 | Kitt Peak            | Spacewatch             |
| 352694          | 2008 SB100             | 21 de setembre de 2008 | Kitt Peak            | Spacewatch             |
| 352695          | 2008 SE105             | 21 de setembre de 2008 | Kitt Peak            | Spacewatch             |
| 352696          | 2008 SP105             | 21 de setembre de 2008 | Kitt Peak            | Spacewatch             |
| 352697          | 2008 SE106             | 21 de setembre de 2008 | Kitt Peak            | Spacewatch             |
| 352698          | 2008 SA107             | 21 de setembre de 2008 | Kitt Peak            | Spacewatch             |
| 352699          | 2008 SO117             | 22 de setembre de 2008 | Mount Lemmon         | Mt. Lemmon Survey      |
| 352700          | 2008 SV118             | 22 de setembre de 2008 | Mount Lemmon         | Mt. Lemmon Survey      |

## 352701-352800
| Nom    | Designació provisional | Data de descobriment   | Lloc de descobriment | Descobridor/s        |
| ------ | ---------------------- | ---------------------- | -------------------- | -------------------- |
| 352701 | 2008 SE137             | 3 de desembre de 2005  | Mauna Kea            | A. Boattini          |
| 352702 | 2008 SS138             | 23 de setembre de 2008 | Kitt Peak            | Spacewatch           |
| 352703 | 2008 SO151             | 29 de setembre de 2008 | Dauban               | F. Kugel             |
| 352704 | 2008 SW151             | 26 de setembre de 2008 | Charleston           | Charleston           |
| 352705 | 2008 SC152             | 28 de setembre de 2008 | Taunus               | E. Schwab, R. Kling  |
| 352706 | 2008 SF179             | 24 de setembre de 2008 | Kitt Peak            | Spacewatch           |
| 352707 | 2008 SQ179             | 24 de setembre de 2008 | Mount Lemmon         | Mt. Lemmon Survey    |
| 352708 | 2008 SH180             | 24 de setembre de 2008 | Mount Lemmon         | Mt. Lemmon Survey    |
| 352709 | 2008 SM188             | 25 de setembre de 2008 | Kitt Peak            | Spacewatch           |
| 352710 | 2008 SW189             | 25 de setembre de 2008 | Kitt Peak            | Spacewatch           |
| 352711 | 2008 SZ189             | 25 de setembre de 2008 | Kitt Peak            | Spacewatch           |
| 352712 | 2008 SM191             | 25 de setembre de 2008 | Mount Lemmon         | Mt. Lemmon Survey    |
| 352713 | 2008 SH195             | 25 de setembre de 2008 | Kitt Peak            | Spacewatch           |
| 352714 | 2008 SS195             | 25 de setembre de 2008 | Kitt Peak            | Spacewatch           |
| 352715 | 2008 SU202             | 26 de setembre de 2008 | Kitt Peak            | Spacewatch           |
| 352716 | 2008 SF211             | 28 de setembre de 2008 | Catalina             | CSS                  |
| 352717 | 2008 SR211             | 28 de setembre de 2008 | Kitt Peak            | Spacewatch           |
| 352718 | 2008 SK217             | 29 de setembre de 2008 | Mount Lemmon         | Mt. Lemmon Survey    |
| 352719 | 2008 SU218             | 30 de setembre de 2008 | La Sagra             | La Sagra             |
| 352720 | 2008 SX222             | 25 de setembre de 2008 | Mount Lemmon         | Mt. Lemmon Survey    |
| 352721 | 2008 SB225             | 26 de setembre de 2008 | Kitt Peak            | Spacewatch           |
| 352722 | 2008 SQ243             | 29 de setembre de 2008 | Kitt Peak            | Spacewatch           |
| 352723 | 2008 SO272             | 23 de setembre de 2008 | Mount Lemmon         | Mt. Lemmon Survey    |
| 352724 | 2008 SU281             | 23 de setembre de 2008 | Mount Lemmon         | Mt. Lemmon Survey    |
| 352725 | 2008 SV285             | 21 de setembre de 2008 | Kitt Peak            | Spacewatch           |
| 352726 | 2008 SJ287             | 23 de setembre de 2008 | Kitt Peak            | Spacewatch           |
| 352727 | 2008 SM288             | 24 de setembre de 2008 | Kitt Peak            | Spacewatch           |
| 352728 | 2008 SU288             | 24 de setembre de 2008 | Kitt Peak            | Spacewatch           |
| 352729 | 2008 SH289             | 25 de setembre de 2008 | Kitt Peak            | Spacewatch           |
| 352730 | 2008 SX293             | 20 de setembre de 2008 | Catalina             | CSS                  |
| 352731 | 2008 SC294             | 20 de setembre de 2008 | Catalina             | CSS                  |
| 352732 | 2008 SK294             | 29 d'agost de 2008     | Lulin                | Lulin                |
| 352733 | 2008 SK300             | 23 de setembre de 2008 | Kitt Peak            | Spacewatch           |
| 352734 | 2008 SG301             | 23 de setembre de 2008 | Kitt Peak            | Spacewatch           |
| 352735 | 2008 SQ301             | 23 de setembre de 2008 | Socorro              | LINEAR               |
| 352736 | 2008 SC304             | 24 de setembre de 2008 | Mount Lemmon         | Mt. Lemmon Survey    |
| 352737 | 2008 TQ16              | 1 d'octubre de 2008    | Mount Lemmon         | Mt. Lemmon Survey    |
| 352738 | 2008 TY20              | 1 d'octubre de 2008    | Mount Lemmon         | Mt. Lemmon Survey    |
| 352739 | 2008 TJ56              | 2 d'octubre de 2008    | Kitt Peak            | Spacewatch           |
| 352740 | 2008 TC62              | 2 d'octubre de 2008    | Catalina             | CSS                  |
| 352741 | 2008 TF64              | 2 d'octubre de 2008    | Kitt Peak            | Spacewatch           |
| 352742 | 2008 TO67              | 2 d'octubre de 2008    | Kitt Peak            | Spacewatch           |
| 352743 | 2008 TW71              | 2 d'octubre de 2008    | Kitt Peak            | Spacewatch           |
| 352744 | 2008 TT82              | 3 d'octubre de 2008    | La Sagra             | La Sagra             |
| 352745 | 2008 TS98              | 6 d'octubre de 2008    | Kitt Peak            | Spacewatch           |
| 352746 | 2008 TX101             | 6 d'octubre de 2008    | Kitt Peak            | Spacewatch           |
| 352747 | 2008 TW104             | 8 de desembre de 2005  | Kitt Peak            | Spacewatch           |
| 352748 | 2008 TS111             | 6 d'octubre de 2008    | Catalina             | CSS                  |
| 352749 | 2008 TB117             | 6 d'octubre de 2008    | Mount Lemmon         | Mt. Lemmon Survey    |
| 352750 | 2008 TO117             | 6 d'octubre de 2008    | Kitt Peak            | Spacewatch           |
| 352751 | 2008 TY120             | 7 d'octubre de 2008    | Mount Lemmon         | Mt. Lemmon Survey    |
| 352752 | 2008 TP121             | 7 d'octubre de 2008    | Kitt Peak            | Spacewatch           |
| 352753 | 2008 TN139             | 8 d'octubre de 2008    | Mount Lemmon         | Mt. Lemmon Survey    |
| 352754 | 2008 TG150             | 9 d'octubre de 2008    | Mount Lemmon         | Mt. Lemmon Survey    |
| 352755 | 2008 TF162             | 2 d'octubre de 2008    | Kitt Peak            | Spacewatch           |
| 352756 | 2008 TD167             | 8 d'octubre de 2008    | Mount Lemmon         | Mt. Lemmon Survey    |
| 352757 | 2008 TH175             | 8 d'octubre de 2008    | Kitt Peak            | Spacewatch           |
| 352758 | 2008 TY177             | 1 d'octubre de 2008    | Catalina             | CSS                  |
| 352759 | 2008 TC182             | 1 d'octubre de 2008    | Catalina             | CSS                  |
| 352760 | 2008 UR4               | 24 d'octubre de 2008   | La Canada            | La Canada            |
| 352761 | 2008 UL5               | 25 d'octubre de 2008   | Socorro              | LINEAR               |
| 352762 | 2008 UW6               | 24 d'octubre de 2008   | Catalina             | CSS                  |
| 352763 | 2008 UJ7               | 6 de setembre de 2008  | Siding Spring        | Siding Spring Survey |
| 352764 | 2008 UF15              | 18 d'octubre de 2008   | Kitt Peak            | Spacewatch           |
| 352765 | 2008 UY16              | 18 d'octubre de 2008   | Kitt Peak            | Spacewatch           |
| 352766 | 2008 UQ24              | 20 d'octubre de 2008   | Kitt Peak            | Spacewatch           |
| 352767 | 2008 UD25              | 20 d'octubre de 2008   | Mount Lemmon         | Mt. Lemmon Survey    |
| 352768 | 2008 UN32              | 20 d'octubre de 2008   | Kitt Peak            | Spacewatch           |
| 352769 | 2008 UV34              | 20 d'octubre de 2008   | Kitt Peak            | Spacewatch           |
| 352770 | 2008 UU41              | 20 d'octubre de 2008   | Kitt Peak            | Spacewatch           |
| 352771 | 2008 US48              | 20 d'octubre de 2008   | Kitt Peak            | Spacewatch           |
| 352772 | 2008 UO49              | 20 d'octubre de 2008   | Mount Lemmon         | Mt. Lemmon Survey    |
| 352773 | 2008 UR54              | 20 d'octubre de 2008   | Mount Lemmon         | Mt. Lemmon Survey    |
| 352774 | 2008 UB58              | 21 d'octubre de 2008   | Kitt Peak            | Spacewatch           |
| 352775 | 2008 UE70              | 21 d'octubre de 2008   | Mount Lemmon         | Mt. Lemmon Survey    |
| 352776 | 2008 UA72              | 21 d'octubre de 2008   | Kitt Peak            | Spacewatch           |
| 352777 | 2008 UL72              | 21 d'octubre de 2008   | Mount Lemmon         | Mt. Lemmon Survey    |
| 352778 | 2008 UP74              | 21 d'octubre de 2008   | Kitt Peak            | Spacewatch           |
| 352779 | 2008 UA78              | 21 d'octubre de 2008   | Kitt Peak            | Spacewatch           |
| 352780 | 2008 UE80              | 22 d'octubre de 2008   | Kitt Peak            | Spacewatch           |
| 352781 | 2008 UT90              | 24 d'octubre de 2008   | Mount Lemmon         | Mt. Lemmon Survey    |
| 352782 | 2008 UE97              | 1 de desembre de 2005  | Kitt Peak            | M. W. Buie           |
| 352783 | 2008 UT97              | 26 d'octubre de 2008   | Socorro              | LINEAR               |
| 352784 | 2008 UH112             | 22 d'octubre de 2008   | Kitt Peak            | Spacewatch           |
| 352785 | 2008 US114             | 22 d'octubre de 2008   | Kitt Peak            | Spacewatch           |
| 352786 | 2008 UP123             | 22 d'octubre de 2008   | Kitt Peak            | Spacewatch           |
| 352787 | 2008 UP124             | 22 d'octubre de 2008   | Kitt Peak            | Spacewatch           |
| 352788 | 2008 UN141             | 23 d'octubre de 2008   | Kitt Peak            | Spacewatch           |
| 352789 | 2008 UB148             | 23 d'octubre de 2008   | Kitt Peak            | Spacewatch           |
| 352790 | 2008 UT164             | 24 d'octubre de 2008   | Kitt Peak            | Spacewatch           |
| 352791 | 2008 UR179             | 24 d'octubre de 2008   | Kitt Peak            | Spacewatch           |
| 352792 | 2008 UB187             | 24 d'octubre de 2008   | Kitt Peak            | Spacewatch           |
| 352793 | 2008 UF189             | 25 d'octubre de 2008   | Mount Lemmon         | Mt. Lemmon Survey    |
| 352794 | 2008 UR197             | 27 d'octubre de 2008   | Kitt Peak            | Spacewatch           |
| 352795 | 2008 UZ198             | 27 d'octubre de 2008   | Socorro              | LINEAR               |
| 352796 | 2008 UD199             | 27 d'octubre de 2008   | Socorro              | LINEAR               |
| 352797 | 2008 UR204             | 27 d'octubre de 2008   | Socorro              | LINEAR               |
| 352798 | 2008 UF213             | 24 d'octubre de 2008   | Catalina             | CSS                  |
| 352799 | 2008 UM216             | 24 d'octubre de 2008   | Kitt Peak            | Spacewatch           |
| 352800 | 2008 UR218             | 25 d'octubre de 2008   | Kitt Peak            | Spacewatch           |

## 352801-352900
| Nom    | Designació provisional | Data de descobriment   | Lloc de descobriment | Descobridor/s     |
| ------ | ---------------------- | ---------------------- | -------------------- | ----------------- |
| 352801 | 2008 UW218             | 25 d'octubre de 2008   | Kitt Peak            | Spacewatch        |
| 352802 | 2008 UK223             | 25 d'octubre de 2008   | Kitt Peak            | Spacewatch        |
| 352803 | 2008 UF236             | 26 d'octubre de 2008   | Kitt Peak            | Spacewatch        |
| 352804 | 2008 UB241             | 26 d'octubre de 2008   | Kitt Peak            | Spacewatch        |
| 352805 | 2008 UV242             | 26 d'octubre de 2008   | Mount Lemmon         | Mt. Lemmon Survey |
| 352806 | 2008 US245             | 26 d'octubre de 2008   | Kitt Peak            | Spacewatch        |
| 352807 | 2008 UW257             | 27 d'octubre de 2008   | Kitt Peak            | Spacewatch        |
| 352808 | 2008 UR263             | 27 d'octubre de 2008   | Kitt Peak            | Spacewatch        |
| 352809 | 2008 UO277             | 28 d'octubre de 2008   | Mount Lemmon         | Mt. Lemmon Survey |
| 352810 | 2008 UD281             | 23 d'octubre de 2008   | Kitt Peak            | Spacewatch        |
| 352811 | 2008 UV282             | 28 d'octubre de 2008   | Mount Lemmon         | Mt. Lemmon Survey |
| 352812 | 2008 UG284             | 28 d'octubre de 2008   | Mount Lemmon         | Mt. Lemmon Survey |
| 352813 | 2008 UL285             | 28 d'octubre de 2008   | Kitt Peak            | Spacewatch        |
| 352814 | 2008 UJ287             | 28 d'octubre de 2008   | Mount Lemmon         | Mt. Lemmon Survey |
| 352815 | 2008 UP287             | 28 d'octubre de 2008   | Mount Lemmon         | Mt. Lemmon Survey |
| 352816 | 2008 US291             | 29 d'octubre de 2008   | Kitt Peak            | Spacewatch        |
| 352817 | 2008 UZ301             | 29 de setembre de 2008 | Kitt Peak            | Spacewatch        |
| 352818 | 2008 UQ310             | 30 d'octubre de 2008   | Catalina             | CSS               |
| 352819 | 2008 UQ312             | 30 d'octubre de 2008   | Kitt Peak            | Spacewatch        |
| 352820 | 2008 UY313             | 30 d'octubre de 2008   | Mount Lemmon         | Mt. Lemmon Survey |
| 352821 | 2008 UX324             | 31 d'octubre de 2008   | Kitt Peak            | Spacewatch        |
| 352822 | 2008 UZ326             | 31 d'octubre de 2008   | Mount Lemmon         | Mt. Lemmon Survey |
| 352823 | 2008 UC330             | 31 d'octubre de 2008   | Kitt Peak            | Spacewatch        |
| 352824 | 2008 UA331             | 31 d'octubre de 2008   | Mount Lemmon         | Mt. Lemmon Survey |
| 352825 | 2008 UL340             | 23 d'octubre de 2008   | Kitt Peak            | Spacewatch        |
| 352826 | 2008 UH343             | 24 d'octubre de 2008   | Catalina             | CSS               |
| 352827 | 2008 UG350             | 21 d'octubre de 2008   | Kitt Peak            | Spacewatch        |
| 352828 | 2008 UK351             | 27 d'octubre de 2008   | Kitt Peak            | Spacewatch        |
| 352829 | 2008 UU355             | 27 d'octubre de 2008   | Mount Lemmon         | Mt. Lemmon Survey |
| 352830 | 2008 UX355             | 29 d'octubre de 2008   | Kitt Peak            | Spacewatch        |
| 352831 | 2008 US368             | 25 d'octubre de 2008   | Mount Lemmon         | Mt. Lemmon Survey |
| 352832 | 2008 UE370             | 20 d'octubre de 2008   | Kitt Peak            | Spacewatch        |
| 352833 | 2008 VN2               | 7 d'agost de 2008      | Kitt Peak            | Spacewatch        |
| 352834 | 2008 VN4               | 6 de novembre de 2008  | Malaga               | Malaga            |
| 352835 | 2008 VR13              | 6 de novembre de 2008  | Ondrejov             | Ondrejov          |
| 352836 | 2008 VU14              | 10 de novembre de 2008 | La Sagra             | La Sagra          |
| 352837 | 2008 VU16              | 1 de novembre de 2008  | Kitt Peak            | Spacewatch        |
| 352838 | 2008 VO50              | 4 de novembre de 2008  | Catalina             | CSS               |
| 352839 | 2008 VK68              | 7 de novembre de 2008  | Mount Lemmon         | Mt. Lemmon Survey |
| 352840 | 2008 VS68              | 8 de novembre de 2008  | Mount Lemmon         | Mt. Lemmon Survey |
| 352841 | 2008 VR72              | 8 de novembre de 2008  | Mount Lemmon         | Mt. Lemmon Survey |
| 352842 | 2008 VX72              | 1 de novembre de 2008  | Mount Lemmon         | Mt. Lemmon Survey |
| 352843 | 2008 VO73              | 6 de novembre de 2008  | Mount Lemmon         | Mt. Lemmon Survey |
| 352844 | 2008 VW75              | 8 de novembre de 2008  | Mount Lemmon         | Mt. Lemmon Survey |
| 352845 | 2008 VN78              | 7 de novembre de 2008  | Mount Lemmon         | Mt. Lemmon Survey |
| 352846 | 2008 WY11              | 18 de novembre de 2008 | Catalina             | CSS               |
| 352847 | 2008 WB22              | 3 de desembre de 2004  | Eskridge             | G. Hug            |
| 352848 | 2008 WX22              | 18 de novembre de 2008 | Catalina             | CSS               |
| 352849 | 2008 WT24              | 18 de novembre de 2008 | Catalina             | CSS               |
| 352850 | 2008 WE25              | 18 de novembre de 2008 | Catalina             | CSS               |
| 352851 | 2008 WF31              | 19 de novembre de 2008 | Mount Lemmon         | Mt. Lemmon Survey |
| 352852 | 2008 WO40              | 17 de novembre de 2008 | Kitt Peak            | Spacewatch        |
| 352853 | 2008 WZ60              | 20 de novembre de 2008 | Socorro              | LINEAR            |
| 352854 | 2008 WO62              | 21 de novembre de 2008 | Mount Lemmon         | Mt. Lemmon Survey |
| 352855 | 2008 WG66              | 18 de novembre de 2008 | Catalina             | CSS               |
| 352856 | 2008 WK67              | 18 de novembre de 2008 | Kitt Peak            | Spacewatch        |
| 352857 | 2008 WB84              | 20 de novembre de 2008 | Kitt Peak            | Spacewatch        |
| 352858 | 2008 WV84              | 20 de novembre de 2008 | Kitt Peak            | Spacewatch        |
| 352859 | 2008 WX85              | 20 de novembre de 2008 | Kitt Peak            | Spacewatch        |
| 352860 | 2008 WY96              | 30 de novembre de 2008 | Vicques              | M. Ory            |
| 352861 | 2008 WB98              | 19 de novembre de 2008 | Catalina             | CSS               |
| 352862 | 2008 WU109             | 30 de novembre de 2008 | Kitt Peak            | Spacewatch        |
| 352863 | 2008 WT112             | 28 de setembre de 2000 | Kitt Peak            | Spacewatch        |
| 352864 | 2008 WF115             | 30 de novembre de 2008 | Mount Lemmon         | Mt. Lemmon Survey |
| 352865 | 2008 WP116             | 30 de novembre de 2008 | Kitt Peak            | Spacewatch        |
| 352866 | 2008 WK121             | 30 de novembre de 2008 | Kitt Peak            | Spacewatch        |
| 352867 | 2008 WA125             | 19 de novembre de 2008 | Mount Lemmon         | Mt. Lemmon Survey |
| 352868 | 2008 WG139             | 30 de novembre de 2008 | Socorro              | LINEAR            |
| 352869 | 2008 WL140             | 18 de novembre de 2008 | Catalina             | CSS               |
| 352870 | 2008 XD4               | 2 de desembre de 2008  | Socorro              | LINEAR            |
| 352871 | 2008 XJ8               | 1 de desembre de 2008  | Catalina             | CSS               |
| 352872 | 2008 XO30              | 1 de desembre de 2008  | Kitt Peak            | Spacewatch        |
| 352873 | 2008 XY31              | 22 d'octubre de 2008   | Kitt Peak            | Spacewatch        |
| 352874 | 2008 XF34              | 2 de desembre de 2008  | Kitt Peak            | Spacewatch        |
| 352875 | 2008 XO43              | 2 de desembre de 2008  | Kitt Peak            | Spacewatch        |
| 352876 | 2008 XR43              | 2 de desembre de 2008  | Kitt Peak            | Spacewatch        |
| 352877 | 2008 XU47              | 4 de desembre de 2008  | Mount Lemmon         | Mt. Lemmon Survey |
| 352878 | 2008 XX48              | 4 de desembre de 2008  | Mount Lemmon         | Mt. Lemmon Survey |
| 352879 | 2008 XK52              | 16 de setembre de 2003 | Kitt Peak            | Spacewatch        |
| 352880 | 2008 YH3               | 22 de desembre de 2008 | Socorro              | LINEAR            |
| 352881 | 2008 YO3               | 21 de desembre de 2008 | Calar Alto           | F. Hormuth        |
| 352882 | 2008 YO4               | 22 de desembre de 2008 | Dauban               | F. Kugel          |
| 352883 | 2008 YJ9               | 23 de desembre de 2008 | Dauban               | F. Kugel          |
| 352884 | 2008 YZ10              | 20 de desembre de 2008 | Mount Lemmon         | Mt. Lemmon Survey |
| 352885 | 2008 YJ13              | 21 de desembre de 2008 | Mount Lemmon         | Mt. Lemmon Survey |
| 352886 | 2008 YT20              | 21 de desembre de 2008 | Mount Lemmon         | Mt. Lemmon Survey |
| 352887 | 2008 YP32              | 30 de desembre de 2008 | Piszkesteto          | K. Sarneczky      |
| 352888 | 2008 YQ34              | 31 de desembre de 2008 | Bergisch Gladbac     | W. Bickel         |
| 352889 | 2008 YF35              | 22 de desembre de 2008 | Mount Lemmon         | Mt. Lemmon Survey |
| 352890 | 2008 YJ37              | 22 de desembre de 2008 | Kitt Peak            | Spacewatch        |
| 352891 | 2008 YQ41              | 29 de desembre de 2008 | Kitt Peak            | Spacewatch        |
| 352892 | 2008 YD48              | 29 de desembre de 2008 | Mount Lemmon         | Mt. Lemmon Survey |
| 352893 | 2008 YR50              | 29 de desembre de 2008 | Mount Lemmon         | Mt. Lemmon Survey |
| 352894 | 2008 YA53              | 29 de desembre de 2008 | Mount Lemmon         | Mt. Lemmon Survey |
| 352895 | 2008 YW54              | 20 d'octubre de 2003   | Kitt Peak            | Spacewatch        |
| 352896 | 2008 YK62              | 30 de desembre de 2008 | Mount Lemmon         | Mt. Lemmon Survey |
| 352897 | 2008 YP66              | 30 de desembre de 2008 | Mount Lemmon         | Mt. Lemmon Survey |
| 352898 | 2008 YL71              | 29 de desembre de 2008 | Kitt Peak            | Spacewatch        |
| 352899 | 2008 YL76              | 30 de desembre de 2008 | Mount Lemmon         | Mt. Lemmon Survey |
| 352900 | 2008 YQ84              | 31 de desembre de 2008 | Kitt Peak            | Spacewatch        |

## 352901-353000
| Nom    | Designació provisional | Data de descobriment   | Lloc de descobriment | Descobridor/s          |
| ------ | ---------------------- | ---------------------- | -------------------- | ---------------------- |
| 352901 | 2008 YW96              | 29 de desembre de 2008 | Mount Lemmon         | Mt. Lemmon Survey      |
| 352902 | 2008 YV101             | 29 de desembre de 2008 | Kitt Peak            | Spacewatch             |
| 352903 | 2008 YB102             | 29 de desembre de 2008 | Kitt Peak            | Spacewatch             |
| 352904 | 2008 YX103             | 3 de juliol de 2003    | Kitt Peak            | Spacewatch             |
| 352905 | 2008 YF106             | 29 de desembre de 2008 | Kitt Peak            | Spacewatch             |
| 352906 | 2008 YW106             | 29 de desembre de 2008 | Kitt Peak            | Spacewatch             |
| 352907 | 2008 YH109             | 29 de desembre de 2008 | Kitt Peak            | Spacewatch             |
| 352908 | 2008 YV114             | 29 de desembre de 2008 | Kitt Peak            | Spacewatch             |
| 352909 | 2008 YD121             | 30 de desembre de 2008 | Kitt Peak            | Spacewatch             |
| 352910 | 2008 YQ122             | 30 de desembre de 2008 | Kitt Peak            | Spacewatch             |
| 352911 | 2008 YF124             | 30 de desembre de 2008 | Kitt Peak            | Spacewatch             |
| 352912 | 2008 YY135             | 30 de desembre de 2008 | Kitt Peak            | Spacewatch             |
| 352913 | 2008 YW138             | 30 de desembre de 2008 | Mount Lemmon         | Mt. Lemmon Survey      |
| 352914 | 2008 YH139             | 30 de desembre de 2008 | Kitt Peak            | Spacewatch             |
| 352915 | 2008 YA142             | 30 de desembre de 2008 | Kitt Peak            | Spacewatch             |
| 352916 | 2008 YB145             | 30 de desembre de 2008 | Kitt Peak            | Spacewatch             |
| 352917 | 2008 YJ145             | 30 de desembre de 2008 | Kitt Peak            | Spacewatch             |
| 352918 | 2008 YX153             | 21 de desembre de 2008 | Catalina             | CSS                    |
| 352919 | 2008 YM157             | 23 de desembre de 2008 | Piszkesteto          | K. Sarneczky           |
| 352920 | 2008 YS157             | 29 de desembre de 2008 | Mount Lemmon         | Mt. Lemmon Survey      |
| 352921 | 2008 YX159             | 22 de desembre de 2008 | Mount Lemmon         | Mt. Lemmon Survey      |
| 352922 | 2008 YF165             | 31 de desembre de 2008 | Catalina             | CSS                    |
| 352923 | 2008 YA167             | 19 de desembre de 2008 | Socorro              | LINEAR                 |
| 352924 | 2008 YR167             | 22 de desembre de 2008 | Mount Lemmon         | Mt. Lemmon Survey      |
| 352925 | 2008 YL169             | 30 de desembre de 2008 | Mount Lemmon         | Mt. Lemmon Survey      |
| 352926 | 2008 YG170             | 22 de desembre de 2008 | Kitt Peak            | Spacewatch             |
| 352927 | 2008 YG171             | 28 de desembre de 2008 | Socorro              | LINEAR                 |
| 352928 | 2009 AK2               | 6 de gener de 2009     | Great Shefford       | P. Birtwhistle         |
| 352929 | 2009 AK13              | 2 de gener de 2009     | Mount Lemmon         | Mt. Lemmon Survey      |
| 352930 | 2009 AA25              | 3 de gener de 2009     | Kitt Peak            | Spacewatch             |
| 352931 | 2009 AR26              | 2 de gener de 2009     | Kitt Peak            | Spacewatch             |
| 352932 | 2009 AX27              | 2 de gener de 2009     | Kitt Peak            | Spacewatch             |
| 352933 | 2009 AU28              | 8 de gener de 2009     | Kitt Peak            | Spacewatch             |
| 352934 | 2009 AJ30              | 1 de gener de 2009     | Kitt Peak            | Spacewatch             |
| 352935 | 2009 AJ33              | 15 de gener de 2009    | Kitt Peak            | Spacewatch             |
| 352936 | 2009 AG36              | 15 de gener de 2009    | Kitt Peak            | Spacewatch             |
| 352937 | 2009 AM36              | 15 de gener de 2009    | Kitt Peak            | Spacewatch             |
| 352938 | 2009 AJ44              | 3 de gener de 2009     | Mount Lemmon         | Mt. Lemmon Survey      |
| 352939 | 2009 AY44              | 2 de gener de 2009     | Catalina             | CSS                    |
| 352940 | 2009 AJ45              | 15 de gener de 2009    | Kitt Peak            | Spacewatch             |
| 352941 | 2009 AL45              | 15 de gener de 2009    | Kitt Peak            | Spacewatch             |
| 352942 | 2009 AT49              | 20 de desembre de 2004 | Mount Lemmon         | Mt. Lemmon Survey      |
| 352943 | 2009 BB7               | 23 de novembre de 2008 | Mount Lemmon         | Mt. Lemmon Survey      |
| 352944 | 2009 BS7               | 2 de maig de 2006      | Mount Lemmon         | Mt. Lemmon Survey      |
| 352945 | 2009 BL10              | 21 de gener de 2009    | Tzec Maun            | E. Schwab              |
| 352946 | 2009 BP11              | 20 de gener de 2009    | Socorro              | LINEAR                 |
| 352947 | 2009 BU12              | 21 de gener de 2009    | Socorro              | LINEAR                 |
| 352948 | 2009 BM13              | 22 de gener de 2009    | Socorro              | LINEAR                 |
| 352949 | 2009 BJ15              | 16 de gener de 2009    | Mount Lemmon         | Mt. Lemmon Survey      |
| 352950 | 2009 BA17              | 17 de gener de 2009    | Catalina             | CSS                    |
| 352951 | 2009 BC20              | 16 de gener de 2009    | Mount Lemmon         | Mt. Lemmon Survey      |
| 352952 | 2009 BU22              | 1 de gener de 2009     | Mount Lemmon         | Mt. Lemmon Survey      |
| 352953 | 2009 BA24              | 2 de novembre de 2007  | Catalina             | CSS                    |
| 352954 | 2009 BB24              | 17 de gener de 2009    | Kitt Peak            | Spacewatch             |
| 352955 | 2009 BS27              | 16 de gener de 2009    | Kitt Peak            | Spacewatch             |
| 352956 | 2009 BJ35              | 16 de gener de 2009    | Kitt Peak            | Spacewatch             |
| 352957 | 2009 BM35              | 16 de gener de 2009    | Kitt Peak            | Spacewatch             |
| 352958 | 2009 BC36              | 16 de gener de 2009    | Kitt Peak            | Spacewatch             |
| 352959 | 2009 BP38              | 16 de gener de 2009    | Kitt Peak            | Spacewatch             |
| 352960 | 2009 BT40              | 16 de gener de 2009    | Kitt Peak            | Spacewatch             |
| 352961 | 2009 BE41              | 16 de gener de 2009    | Kitt Peak            | Spacewatch             |
| 352962 | 2009 BX45              | 16 de gener de 2009    | Kitt Peak            | Spacewatch             |
| 352963 | 2009 BA46              | 16 de gener de 2009    | Kitt Peak            | Spacewatch             |
| 352964 | 2009 BG48              | 16 de gener de 2009    | Mount Lemmon         | Mt. Lemmon Survey      |
| 352965 | 2009 BN48              | 16 de gener de 2009    | Kitt Peak            | Spacewatch             |
| 352966 | 2009 BS48              | 16 de gener de 2009    | Kitt Peak            | Spacewatch             |
| 352967 | 2009 BG49              | 16 de gener de 2009    | Mount Lemmon         | Mt. Lemmon Survey      |
| 352968 | 2009 BN54              | 16 de gener de 2009    | Mount Lemmon         | Mt. Lemmon Survey      |
| 352969 | 2009 BQ54              | 16 de gener de 2009    | Mount Lemmon         | Mt. Lemmon Survey      |
| 352970 | 2009 BF59              | 16 de gener de 2009    | Mount Lemmon         | Mt. Lemmon Survey      |
| 352971 | 2009 BV61              | 18 de gener de 2009    | Mount Lemmon         | Mt. Lemmon Survey      |
| 352972 | 2009 BG64              | 20 de gener de 2009    | Catalina             | CSS                    |
| 352973 | 2009 BS64              | 20 de gener de 2009    | Catalina             | CSS                    |
| 352974 | 2009 BV65              | 20 de gener de 2009    | Kitt Peak            | Spacewatch             |
| 352975 | 2009 BA67              | 20 de gener de 2009    | Kitt Peak            | Spacewatch             |
| 352976 | 2009 BB67              | 20 de gener de 2009    | Kitt Peak            | Spacewatch             |
| 352977 | 2009 BK67              | 20 de gener de 2009    | Kitt Peak            | Spacewatch             |
| 352978 | 2009 BA75              | 21 de novembre de 2008 | Catalina             | CSS                    |
| 352979 | 2009 BJ75              | 21 de gener de 2009    | Catalina             | CSS                    |
| 352980 | 2009 BP75              | 23 de gener de 2009    | Purple Mountain      | PMO NEO Survey Program |
| 352981 | 2009 BQ76              | 27 de gener de 2009    | Purple Mountain      | PMO NEO Survey Program |
| 352982 | 2009 BO79              | 30 de gener de 2009    | Socorro              | LINEAR                 |
| 352983 | 2009 BP82              | 20 de gener de 2009    | Catalina             | CSS                    |
| 352984 | 2009 BN93              | 25 de gener de 2009    | Kitt Peak            | Spacewatch             |
| 352985 | 2009 BG95              | 26 de gener de 2009    | Mount Lemmon         | Mt. Lemmon Survey      |
| 352986 | 2009 BA99              | 26 de gener de 2009    | Purple Mountain      | PMO NEO Survey Program |
| 352987 | 2009 BY99              | 28 de gener de 2009    | Catalina             | CSS                    |
| 352988 | 2009 BF101             | 29 de gener de 2009    | Catalina             | CSS                    |
| 352989 | 2009 BG103             | 30 de gener de 2009    | Siding Spring        | Siding Spring Survey   |
| 352990 | 2009 BV103             | 25 de gener de 2009    | Kitt Peak            | Spacewatch             |
| 352991 | 2009 BU104             | 25 de gener de 2009    | Kitt Peak            | Spacewatch             |
| 352992 | 2009 BN108             | 29 de gener de 2009    | Mount Lemmon         | Mt. Lemmon Survey      |
| 352993 | 2009 BR108             | 29 de gener de 2009    | Mount Lemmon         | Mt. Lemmon Survey      |
| 352994 | 2009 BO111             | 28 de gener de 2009    | Catalina             | CSS                    |
| 352995 | 2009 BZ111             | 29 de gener de 2009    | Kitt Peak            | Spacewatch             |
| 352996 | 2009 BV112             | 31 de gener de 2009    | Mount Lemmon         | Mt. Lemmon Survey      |
| 352997 | 2009 BM116             | 29 de gener de 2009    | Kitt Peak            | Spacewatch             |
| 352998 | 2009 BC121             | 31 de gener de 2009    | Kitt Peak            | Spacewatch             |
| 352999 | 2009 BL125             | 31 de gener de 2009    | Kitt Peak            | Spacewatch             |
| 353000 | 2009 BQ125             | 28 de gener de 2009    | Kitt Peak            | Spacewatch             |